# Essaouira
Pour les articles homonymes, voir Mogador (homonymie).
Vous lisez un « bon article » labellisé en 2015.

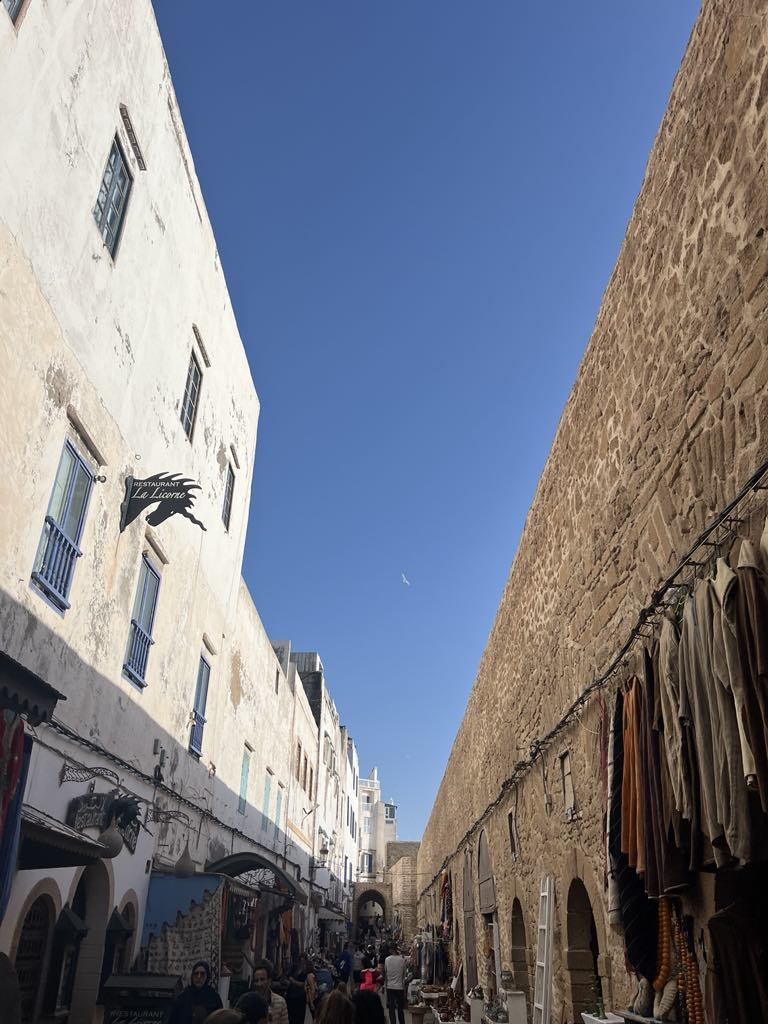
Ruelle au cœur de la ville d'Essaouira

Essaouira (anciennement appelée Mogador par les Portugais, en arabe : الصويرة aṣ-Ṣawîrah, en tachelhit : ⵜⴰⵚⵚⵓⵕⵜ  Taṣṣuṛt) est une ville portuaire du Souss et une commune du Maroc, chef-lieu de la province d'Essaouira, dans la région de Marrakech-Safi. Elle est située au bord de l'océan Atlantique et compte 77 966 habitants en 2014.
Bien que la région d'Essaouira soit habitée dès l'Antiquité de manière discontinue par les Phéniciens, par les Gétules à l’époque de Juba II puis par les Romains, ce n'est qu'à partir du XVIe siècle que le site est véritablement occupé par les Portugais, qui édifient en 1506 une forteresse, le Castelo Real, et des remparts rapidement abandonnés devant la résistance acharnée de la population locale.
La fondation de la ville d'Essaouira proprement dite sera le fait du sultan Mohammed ben Abdallah, qui lance sa construction à partir de 1760 et fait une expérience originale en confiant celle-ci à plusieurs architectes de renom, notamment Théodore Cornut, qui trace le plan de la ville, et avec pour mission d'édifier une cité adaptée aux besoins des marchands étrangers. Une fois bâtie, elle ne cesse de croître et connaît un âge d'or et un développement exceptionnel, devenant le plus important port commercial du pays mais aussi sa capitale diplomatique entre la fin du XVIIIe siècle et la première moitié du XIXe siècle. Elle devient également une ville multiculturelle et artistique.
La situation de la ville se dégrade considérablement entre la fin du XIXe siècle et le début du XXe siècle à la suite du bombardement qu'elle subit en 1844. Elle perd de son importance et n'est plus le port international et la capitale diplomatique du pays. Après l'indépendance, le départ de la communauté juive cause également des dommages économiques très importants à la ville.
Toutefois, depuis la fin du XXe siècle, Essaouira connaît une renaissance spectaculaire due essentiellement au tourisme, mais aussi à sa vocation culturelle. La médina d'Essaouira est inscrite au patrimoine mondial de l'UNESCO depuis 2001.

## Toponymie
Essaouira connaît plusieurs appellations mais la plupart restent incertaines et leurs étymologies spéculatives. Il est possible que le comptoir phénicien des îles Purpuraires soit l'« Arambys » citée vers le Ve siècle av. J.-C. par l'explorateur Hannon, tirant son nom d'une racine phénicienne Har Anbin, qui signifie « mont de raisins », mais certains auteurs pensent qu'il pourrait s'agir plutôt de « Cerné » (ou Kerne), île dont la découverte clôture le premier voyage de l’explorateur, hypothèse toutefois largement contestée tant sont nombreux les sites candidats.
Au IIe siècle, l'historien antique Ptolémée mentionne l'existence d'une localité sur la côte atlantique de la Maurétanie Tingitane appelée « Tamusiga » par les Romains et située entre le « promontoire d'Hercule » et celui d'« Ursinum », sans qu'on en connaisse la localisation précise mais que certains commentateurs rapportent au site d'Essaouira, tandis que des recherches plus récentes penchent plutôt pour un site plus méridional appelé « Suriga » par l'historien romain.
Au XIe siècle, l'historien et géographe d'al-Andalus Abou Obeid el-Bekri fait état d'une certaine « Amogdoul ». Ce nom a peut-être une origine sémitique, issu du punique « Migdol » ou « Mogdoul » (MGDL) qui signifie « lieu fortifié » ou « tour de surveillance », à l'instar de sites antiques de la côte syro-libanaise.
Au début du XVIe siècle, avec l'arrivée des Portugais qui y construisent un « mauvais château », le site d'Essaouira connaît un nouveau souffle. Le diplomate et chroniqueur Louis de Chénier note, à la fin du XVIIIe siècle, que la ville est appelée « indifféremment Suera ou Mogodor », nom formé d'après un Sidi Mogdoul, saint régional dont le tombeau est alors encore visible au sud de la ville. C'est sur le nom de ce dernier que les Portugais auraient formé le nom de « Mogadouro ». Lors du protectorat français du Maroc, Mogador devient la dénomination officielle de la ville entre 1912 et 1956.
À l'indépendance, en 1957, le nom d'Essaouira est définitivement adopté. Deux interprétations sur l'étymologie de ce mot arabe se confrontent. La première suit la toponymie berbère Tassurt ou Tassort, fondée sur la notion de « muraille », qui se traduit en arabe par Sour dont le dérivé Souira peut désigner des murailles ou une enceinte mais sert régulièrement à désigner des ruines dans la région : le nom serait apparu après l'abandon du site par les portugais en 1510. Selon la deuxième, le nom Essaouira serait dérivé de Tasaouira et ses variantes (Atassouira, At'souira, Sawira, Saouira) qui signifie tableau, image, la dessinée rappelant la disposition de la ville : la bien dessinée, la bien tracée, la bien conçue.
Essaouira est communément surnommée la « cité du vent », la « cité des alizés » ou encore la « Saint-Malo marocaine ».
Al-Bakri a également mentionné Amogdoul (Essaouira) qu'il était situé à Souss et qu'il y avait là un port.

## Géographie

### Situation

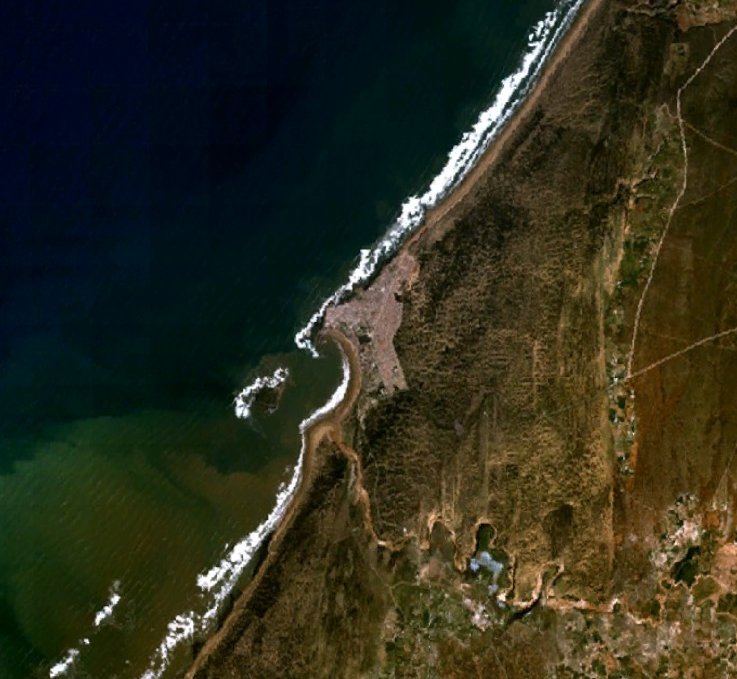
Vue satellite d'Essaouira.

Située sur le littoral atlantique, la ville d'Essaouira se trouve à 173 km au nord d'Agadir, à 174 km à l'ouest de Marrakech et à 406 km au sud-ouest de Casablanca. Elle est le chef-lieu éponyme de la province d'Essaouira, au sein de la région de Marrakech-Safi. La ville est délimitée au sud et à l'est par la commune de Sidi Kaouki, au nord par la commune de Lagdadra, à l'est par la commune de Aït Saïd et à l'ouest par l'océan Atlantique. Essaouira est reliée directement par la N8 et la P 2201.

### Relief, géologie ou hydrographie
Essaouira se trouve dans une baie de 5 km grâce à une incurvation au sud, tandis que le littoral nord est rectiligne, formant un cap. Son synclinal, qui fait partie du bassin d'Essaouira, est positionné sur une zone de faible altitude. Son relief se compose d'une série de plateaux étagés où il faut s'enfoncer à 25 km pour pouvoir atteindre les 300 m. Ces plateaux sont orientés parallèlement au littoral suivant une direction méridienne. Le plateau d'Essaouira est limité au nord par le plateau d'Akermoud et au sud par le plateau des Ida Ou Groud. Plusieurs collines couvertes d'arganiers se trouvent à proximité de la ville.

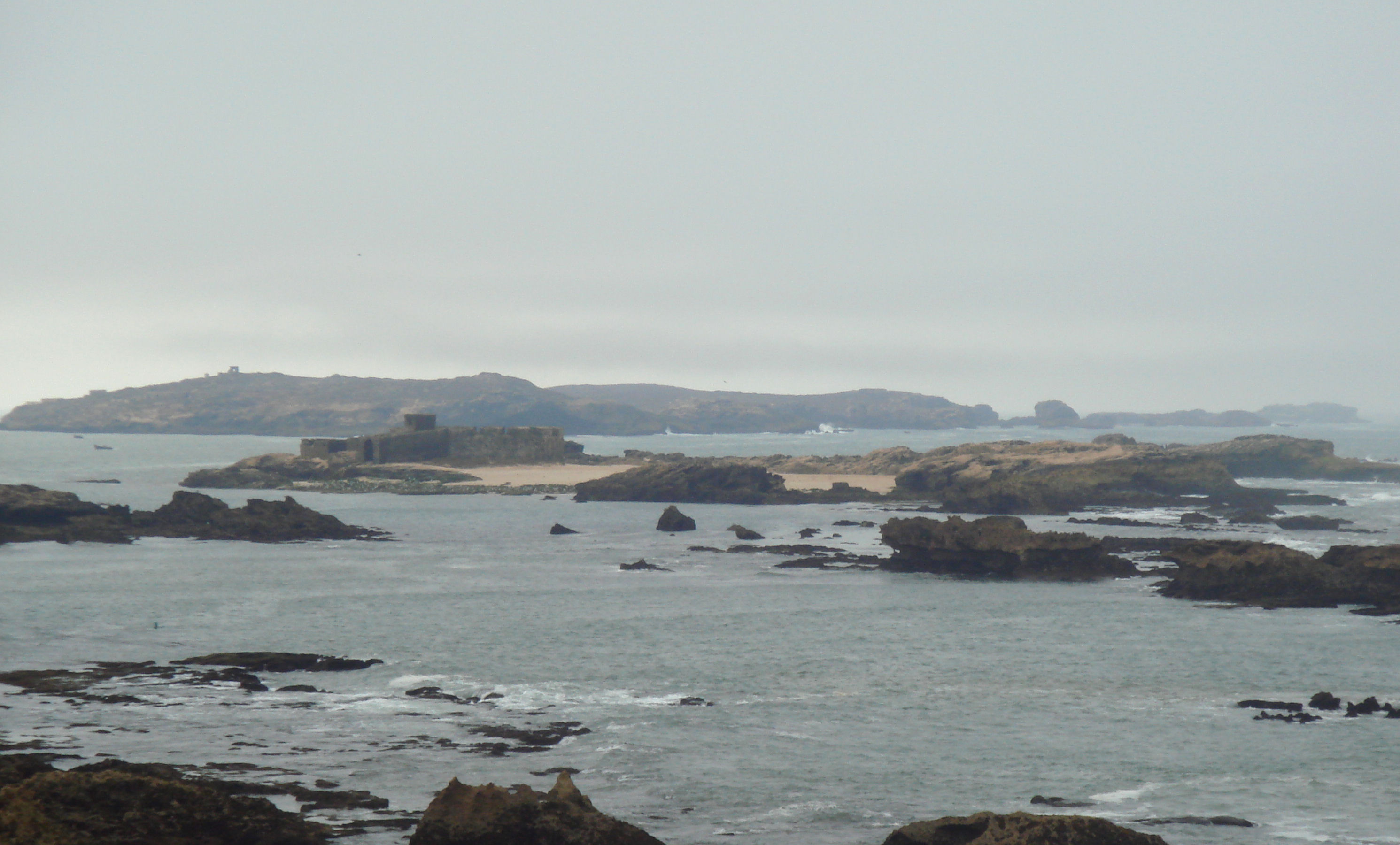
Les îles Purpuraires, au large d'Essaouira.

À l'est de la ville, un massif dunaire s'est accumulé entre la ville et le talus ouljien, avec une très faible altitude, de 25 à 45 m. Le Moghrébien est la formation plio-pléistocène la plus développée, qui se compose de cinq systèmes dunaires. Elles mettent en jeu le facteur éolien et sont issues de la dynamique marine. Les systèmes maarifien, ouljien et pléistocène supérieur sont édifiés lors de phases climatiques tandis que les systèmes historique et actuel semblent consécutifs à l'anthropisation.
Pour l'alimentation en eau de la ville, les principales sources souterraines viennent des nappes du Villafranchien et du Turonien qui se trouvent dans le bassin d'Essaouira. La nappe du Turonien est difficilement exploitable en raison d'un coût élevé. Les eaux du Ksob sont également utilisées pour l'alimentation de la population et des terres agricoles des alentours. Le Ksob est un fleuve qui se situe à seulement quelques kilomètres au sud, un barrage y est construit. Lorsque de fortes pluies touchent les environs, ce fleuve provoque souvent des crues et des inondations dans la ville, pouvant occasionner beaucoup de dégâts, bien que des initiatives soient prises pour la construction de digues. Les îles Purpuraires, qui forment un archipel, se situent à seulement quelques centaines de mètres du rivage de la ville et sont la principale protection de la baie contre les puissantes vagues de l'océan Atlantique.

### Faune et flore

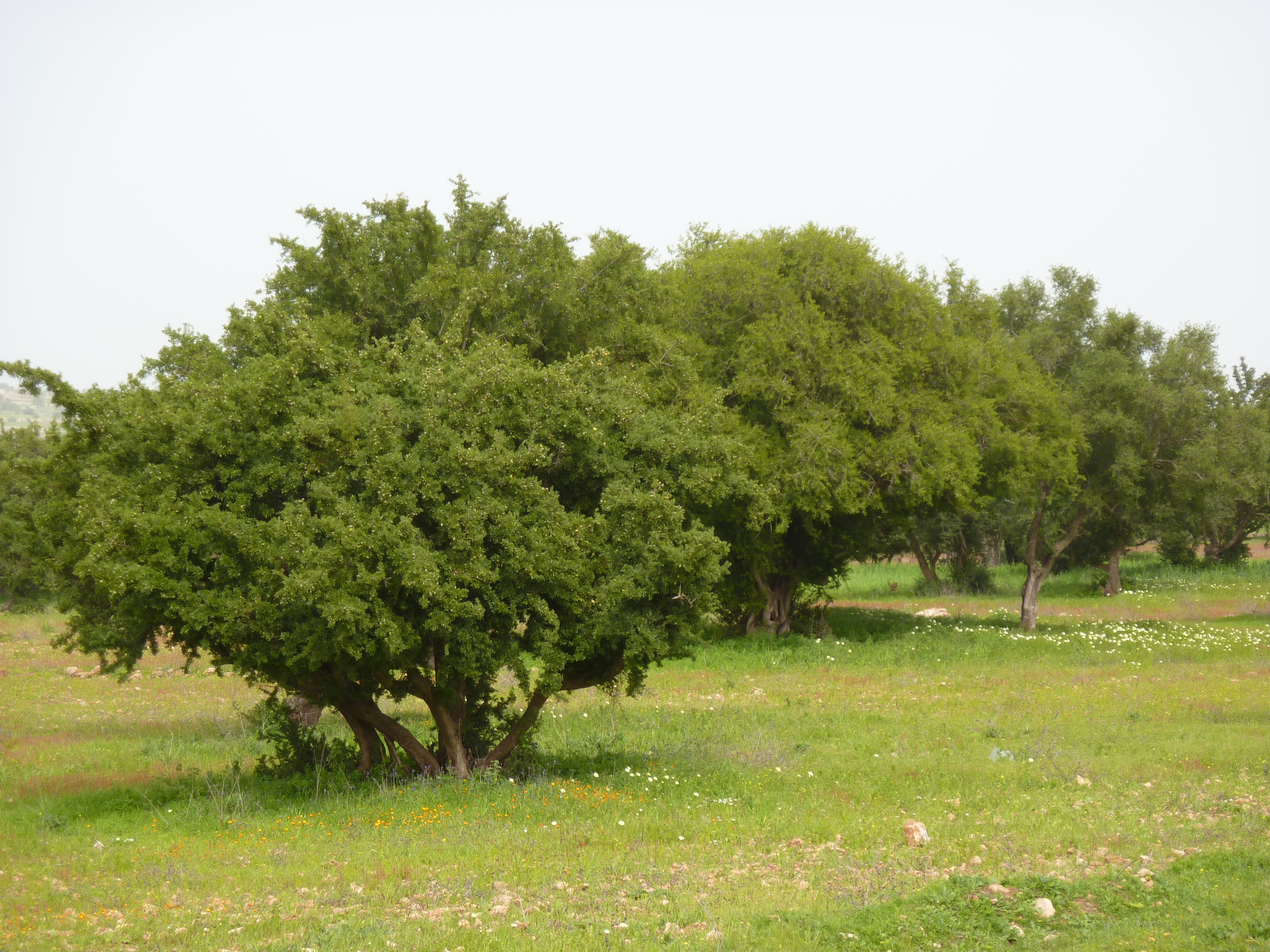
Arganiers aux environs d'Essaouira.

Essaouira et ses alentours disposent d'une faune et d'une flore exceptionnelles, notamment présentes dans l'îlot de Mogador, et de paysages uniques.
Classé réserve biologique depuis 1980, l'îlot de Mogador est un site naturel et ornithologique très prisé. Il compte plusieurs espèces d'oiseaux tels que mouettes, goélands, grands cormorans, martinets pâles et grands corbeaux, mais il est surtout un lieu d'accueil pour les très rares 700 couples de faucons d'Éléonore qui viennent s'y reproduire entre avril et octobre avant de repartir pour la lointaine Madagascar. S'ajoutent à ces oiseaux quelques reptiles et lapins,.
Contrairement à sa faune, la richesse floristique de l'îlot de Mogador reste pauvre ; en juin 2010, elle ne compte que 18 espèces recensées, relevant de 10 familles de plantes vasculaires à fleurs. Toutefois, elle compte 4 espèces floristiques à valeur patrimoniale.
L'arganier (argan) est la principale richesse floristique endémique à la région d'Essaouira. Il occupe une place très importante dans la région puisqu'il a un rôle à la fois environnemental et socio-économique. Pourvoyeur de bienfaits écologiques, cosmétiques et physiologiques, l'arbre permet de produire l'huile d'argan, réputée dans le monde entier. L'arganier permet de faire vivre près de 3 millions d'habitants dans le pays.

### Climat
Le climat à Essaouira est très influencé par l'océan Atlantique nord et ses eaux froides à cette latitude.
Le climat est codé « BSk » voire « BSn » dans la classification de Köppen (la lettre « n » soulignant la présence de brouillards côtiers fréquents). Il s'agit d'un climat semi-aride doux.
Les conditions à Essaouira sont très comparables à celles que l'on trouve le long des côtes californiennes notamment à San Francisco avec un retard saisonnier très important (les mois les plus chauds sont septembre et octobre) en raison de l'influence de l'océan.
Sur une petite péninsule, la ville profite d'un climat doux tout au long de l'année et se trouve dans l'axe du courant des Canaries et des alizés.
Les hivers sont doux et légèrement pluvieux et les étés sont tout juste chauds, secs et sans chaleur excessive. Durant cette saison il arrive cependant de manière très exceptionnelle que les températures soient caniculaires lorsque les vents d'est venus du désert du Sahara soufflent fort et transportent du sable jusque sur la côte et même dans l'océan. Dans ces conditions, les températures deviennent alors torrides et peuvent même dépasser les 40 °C sous abri ce qui est rarissime.
Une fois l'épisode terminé les températures reviennent généralement à la normale, autour de 21 à 22 °C en journée de juillet à octobre.
La pluviométrie annuelle moyenne approche les 341 mm et l'ensoleillement annuel moyen est de 2 979 h. La saison plus pluvieuse s'étale d'octobre à avril et la saison sèche de mai à septembre. Les jours de pluie couvrent en moyenne 40 à 50 jours par an.
| Mois                              | jan.  | fév.  | mars  | avril | mai   | juin  | jui.  | août  | sep.  | oct.  | nov. | déc.  | année   |
| --------------------------------- | ----- | ----- | ----- | ----- | ----- | ----- | ----- | ----- | ----- | ----- | ---- | ----- | ------- |
| Température minimale moyenne (°C) | 11,2  | 11,9  | 12,8  | 13,4  | 14,9  | 16,5  | 17,2  | 17,4  | 17,4  | 16,4  | 14,4 | 11,8  | 14,6    |
| Température moyenne (°C)          | 14,6  | 15,1  | 15,8  | 16    | 17,2  | 18,6  | 19,2  | 19,5  | 19,8  | 19    | 17,3 | 15,2  | 17,3    |
| Température maximale moyenne (°C) | 18,1  | 18,2  | 18,7  | 18,7  | 19,5  | 20,6  | 21,3  | 21,6  | 22,1  | 21,7  | 20,3 | 18,7  | 20      |
| Ensoleillement (h)                | 208,5 | 204,9 | 247,2 | 264   | 289,5 | 290,9 | 301,6 | 291,4 | 251,8 | 234,1 | 197  | 197,6 | 2 978,5 |
| Précipitations (mm)               | 51,5  | 37,4  | 39,5  | 34,9  | 8,5   | 1,6   | 0,1   | 1     | 3,1   | 25,3  | 72,7 | 65    | 340,6   |

## Histoire

### Antiquité

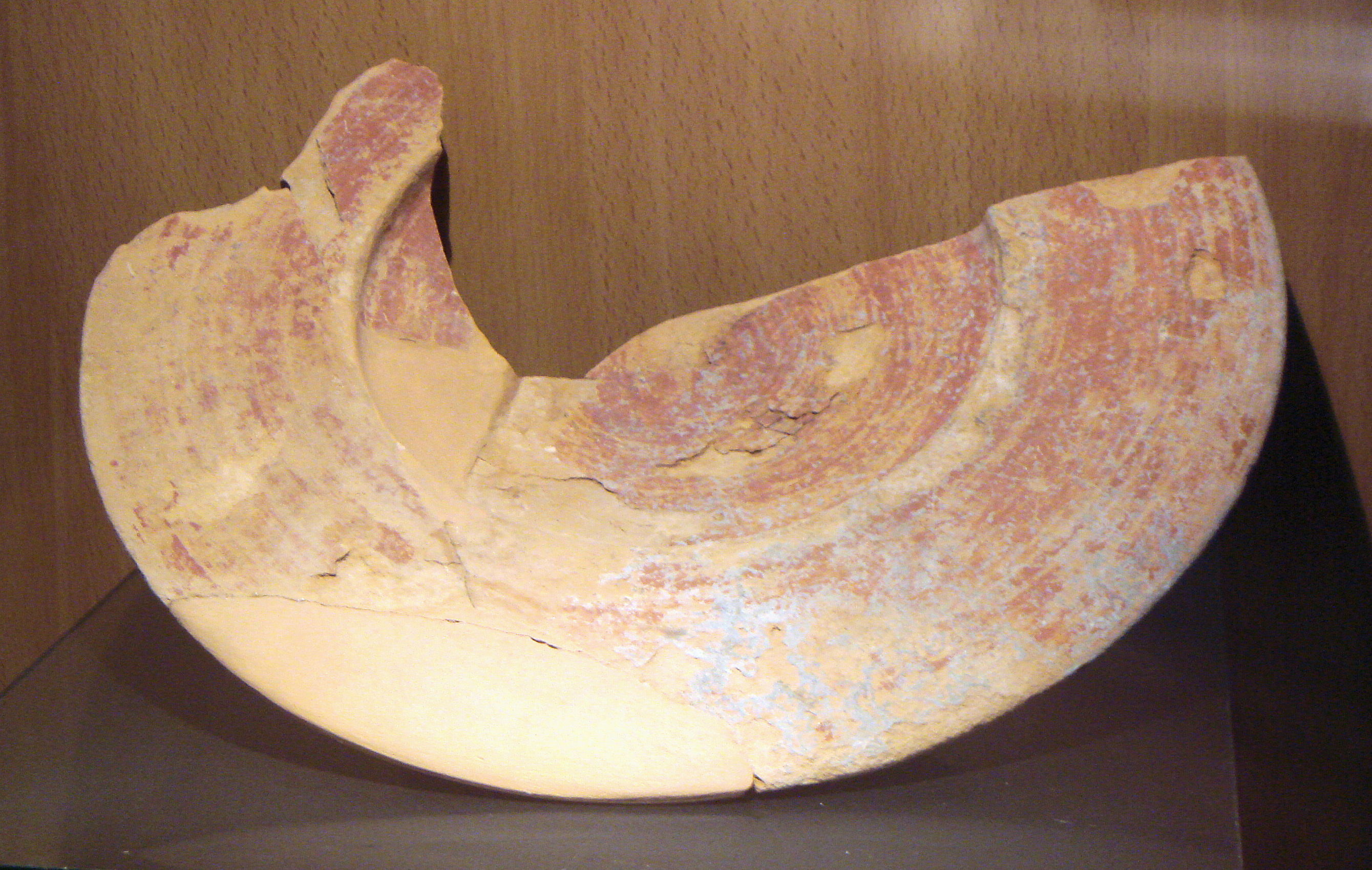
Assiette phénicienne,, retrouvée sur l'île de Mogador. Musée Sidi-Mohammed-ben-Abdellah.

D'après la tradition rapportée par Hérodote, après la fondation de Carthage en 814 av. J.-C., des marchands puniques se sont dirigés vers l'ouest, ont franchi les colonnes d'Hercule et longé la côte atlantique méridionale pour y installer des échelles, des comptoirs. Ils y nouent des contacts commerciaux avec les populations indigènes.
Plusieurs chercheurs identifient l'île de Cerné, décrite dans le Périple du navigateur et explorateur carthaginois Hannon, probablement au VIe siècle av. J.-C., à l'îlot au large d'Essaouira. Certains évoquent la fondation d'une colonie (ou le peuplement d'une colonie préexistante) par le navigateur carthaginois dès cette époque : protégée des alizés et riche en eau potable, elle aurait pu servir de poste avancé sur la route du cap Vert et de l'équateur.
L'archéologie atteste, en tout état de cause, d'une présence phénicienne remontant au milieu du VIIe siècle av. J.-C. sur l'îlot de Mogador, constituant la position phénicienne la plus méridionale actuellement découverte. C'est sur cet îlot distant d'un kilomètre de la ville actuelle qu'une campagne de fouilles sur la partie met au jour différentes strates d'occupation, phénicienne, berbère puis romaine. La strate phénicienne, qui est composée d'un petit établissement d'un hectare, livre, parmi de nombreux fragments de vases et de tessons phénico-chypriotes et grecs, un vase portant des graffitis qui constituent la plus ancienne inscription phénicienne trouvée au Maroc ; les fouilles révèlent un habitat sommaire qui pousse les chercheurs à envisager une occupation saisonnière et précaire du site dans ce « comptoir extrême », ni base permanente, ni simple escale.
Le site semble être abandonné à la fin du VIe siècle av. J.-C., puis à nouveau sporadiquement fréquenté au cours des IVe et IIIe siècles av. J.-C. avant de retrouver une occupation régulière à partir du règne du roi de Maurétanie Juba II, dans les dernières décennies du Ier siècle av. J.-C..

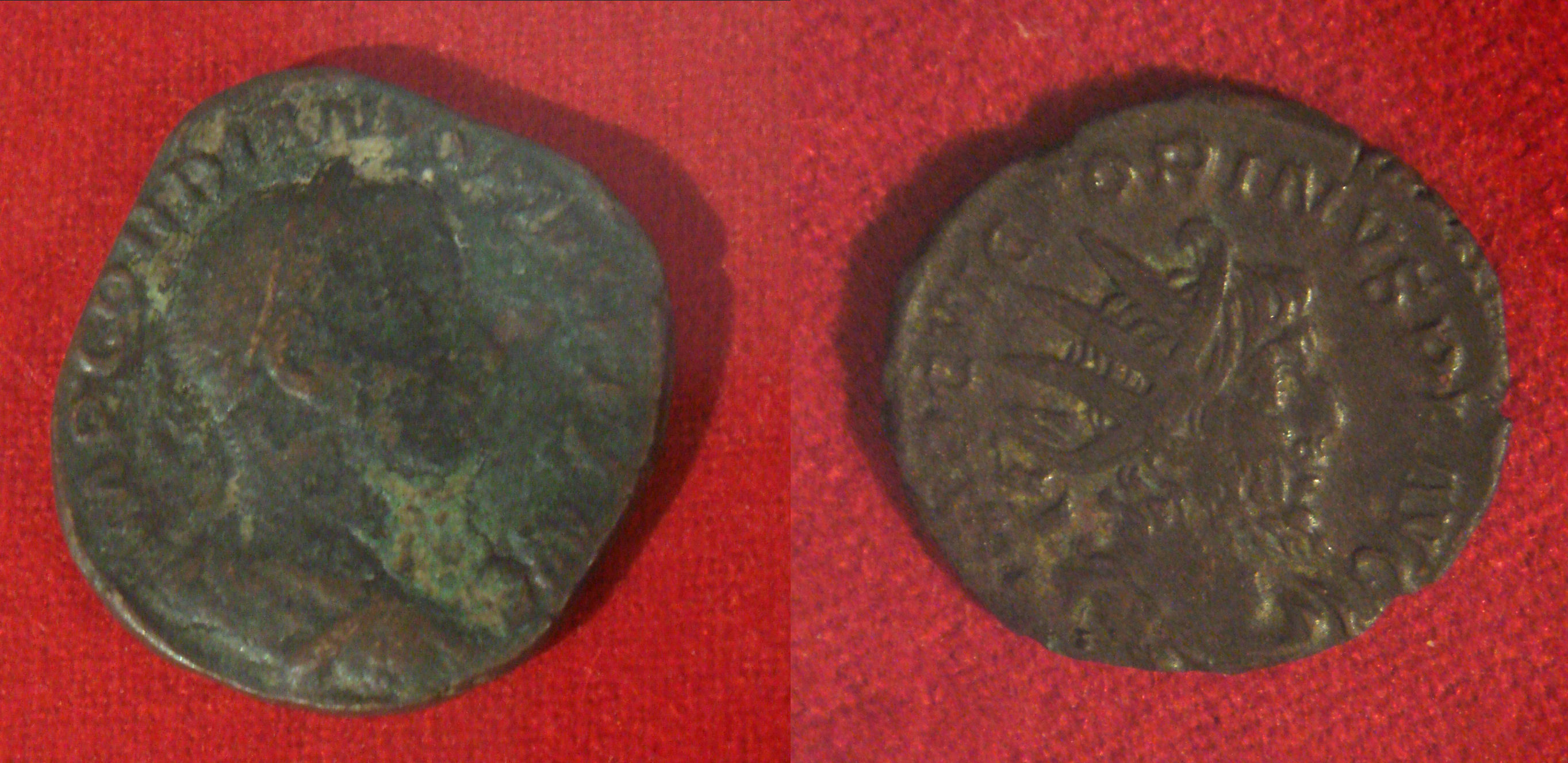
Pièces de monnaie de l'Empire romain, datant du IIIe siècle, retrouvées sur l'île de Mogador. Musée Sidi-Mohammed-ben-Abdellah.

Depuis le IIIe siècle av. J.-C., les Berbères sont organisés en monarchie puis, en 146 av. J.-C., la région passe sous influence romaine à la suite de la troisième guerre punique. Rome fait de ce royaume un État client dont le souverain le plus illustre est Juba II. Ce dernier favorise l'installation de son équipage et le développement de l'industrie des salaisons et de la pourpre. C'est cette seconde activité (une production de teinture à partir d'une variété de murex, Bolinus brandaris) qui explique la renommée des îles Purpuraires au large d'Essaouira durant certaines périodes de la Rome antique. Cette couleur est synonyme d'un rang social élevé. Déclinée en plusieurs variantes, c'est en fait la seule couleur teinte et elle symbolise le pouvoir, tandis que le blanc a une symbolique religieuse.
En 42 ap. J.-C., Rome annexe le royaume berbère de Maurétanie pour le transformer en province romaine de Maurétanie tingitane. Le comptoir des îles Purpuraires semble à nouveau abandonné vers cette époque avant de retrouver une activité significative vers le début du IVe siècle. Les fouilles de l'îlot révèlent une villa romaine et une nécropole datant du Bas-Empire, un semissis attestant d'une présence romaine vraisemblablement jusqu'à la fin du Ve siècle.

### XVIe–XVIIesiècles: Essaouira avant sa fondation
Au XIe siècle, l'historien et géographe d'al-Andalus Abou Obeid el-Bekri mentionne Amogdul comme étant un mouillage sûr et qui sert de port pour tout le Souss. À cette date, il n'y a aucune ville à cet endroit, en dehors d'un port situé dans les îles en face de la baie d'Essaouira.
Le Portugal, qui contrôle plusieurs villes le long de la côte atlantique, a rapidement des vues sur Mogador. Le sultanat wattasside, très affaibli, ne peut rejeter à la mer les puissances étrangères qui s'installent massivement sur son territoire. À partir de septembre 1506, le roi du Portugal Manuel Ier charge Duarte Pacheco Pereira d'édifier un « Castelo Real » (château royal) et un port commercial, une tâche qu'exécute Diogo de Azambuja qui avait déjà orchestré la construction du fort de Saint-Georges-de-la-Mine. Le but est tant économique que stratégique, puisqu'à cette époque, des navires de cent tonneaux fréquentent le port et l'île de Mogador. Pacheco signale dans sa lettre au souverain portugais l'hostilité des indigènes arabo-berbères qui tentent d'interrompre les travaux. Les remparts de Mogador sont ornés de canons, mais sa trop grande exposition la rend vulnérable. Devant la résistance acharnée de l'organisation maraboutique des Regraga et les affrontements incessants, les Portugais évacuent Mogador le 4 décembre 1510. Les pierres du Castelo Real serviront plus tard à la construction de la sqala du Port. Bien que très courte, la présence portugaise est toujours visible, notamment grâce aux remparts.
Par la suite, les Saadiens établissent de nombreuses sucreries, tant dans les alentours d'Essaouira que dans le reste du Maroc. Une importante sucrerie se trouve près d'Essaouira et fonctionne de 1578 à 1603, au bord du Ksob. Le sultan Ahmed al-Mansour expédie le sucre roux en Italie en échange de marbre de Toscane pour la construction du palais El Badi. Ce sont des esclaves noirs venus du Soudan qui travaillent dans les sucreries. Dès le début du XVIIe siècle, avec la mort d'Ahmed al-Mansour, s'amorce une guerre civile entre les différents fils du sultan pour le trône. La Castille a des vues sur Mogador et espère s'en emparer pour sécuriser la route des Indes et éviter que des corsaires ne s'y installent. Les Anglais, de leur côté, veulent s'emparer de Mogador pour en faire une base contre la Castille. Vers la même époque, les sultans Zaidan el-Nasir et Abd al-Malik II projettent de fortifier le Castelo Real pour éviter que les étrangers ne s'en emparent.

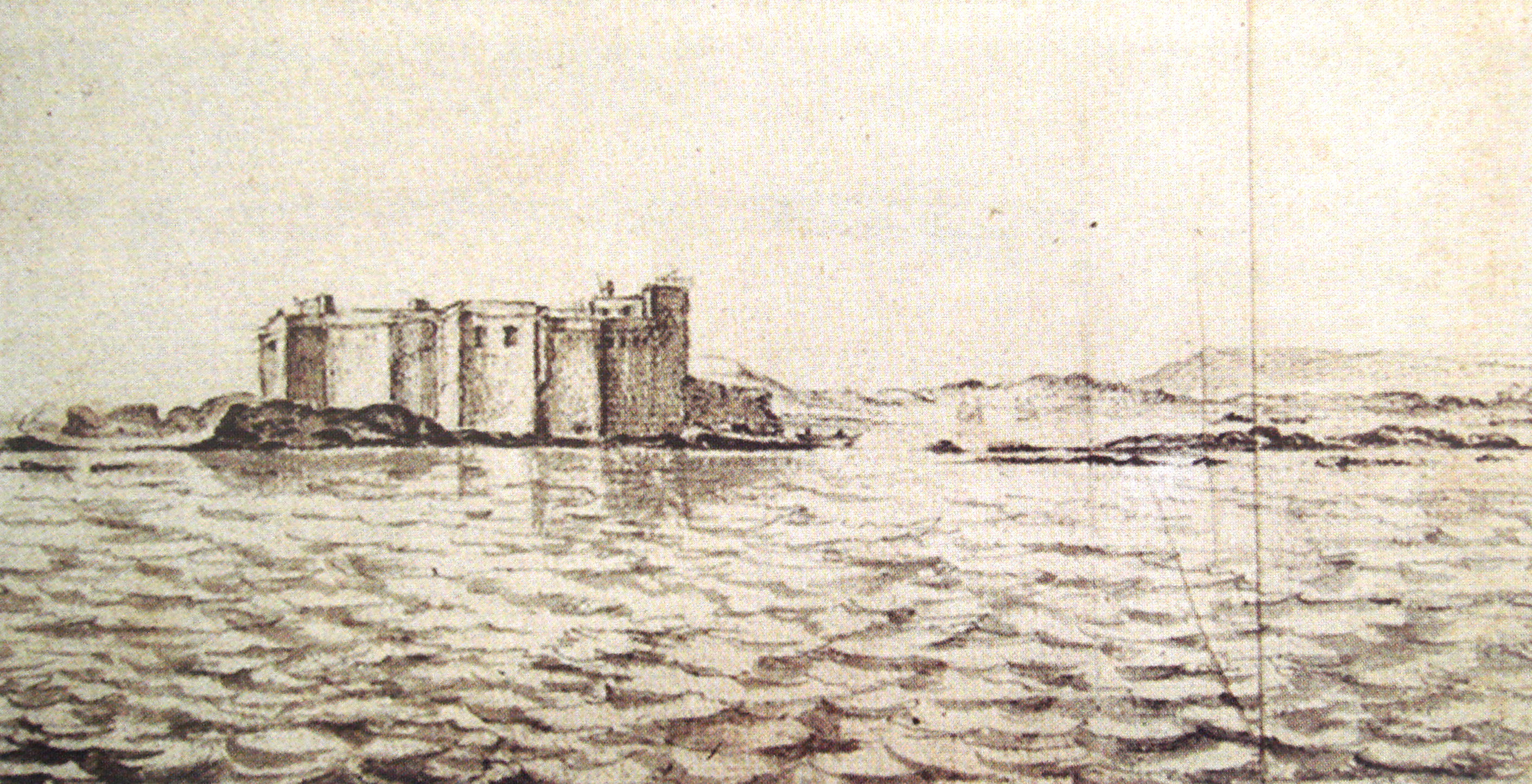
Le Castelo Real, dessin d'Adriaen Matham, en 1641.

En 1629, l'amiral français Isaac de Razilly, dirigeant une flotte composée de sept vaisseaux : La Licorne, Le Saint-Louis, Le Griffon, La Catherine, Le Hambourg, La Sainte-Anne et Le Saint-Jean, bombarde la ville de Salé et détruit trois navires. Razilly envoie ensuite Le Griffon, sous les ordres du capitaine Treillebois, qui commande 100 hommes, encouragé par le cardinal de Richelieu, pour débarquer à Mogador et l'occuper. L'amiral français a déjà des vues sur Mogador et propose une expédition sur cette zone dès 1626, après une mission de reconnaissance en 1619. En 1628, Isaac écrit à Richelieu pour lui signaler la baie de Mogador. L’expédition française est abandonnée lorsque les Français s'aperçoivent que le Castelo Real est défendu par les Saadiens. Le navire français rejoint plus tard la flotte à Salé et un traité est signé en 1631 avec Abd al-Malik II. Les Français voulaient y organiser un comptoir et des pêcheries.
Toutefois, l'île et le rivage d'Essaouira restent à peu près déserts malgré les tentatives d'invasions étrangères, bien qu'en 1641, l'artiste Adriaen Matham, à bord d'un navire néerlandais, signale l'existence d'une kasbah abritée derrière les rochers où vivent les corsaires des Beni Antar. Mogador reste surtout un mouillage fréquenté par des navires seulement. Sous le règne du sultan alaouite Moulay Ismaïl, Mogador devient un port de refuge et une base de repli pour les corsaires qui y viennent pour réparer leurs navires.

### Fondation de la ville nouvelle

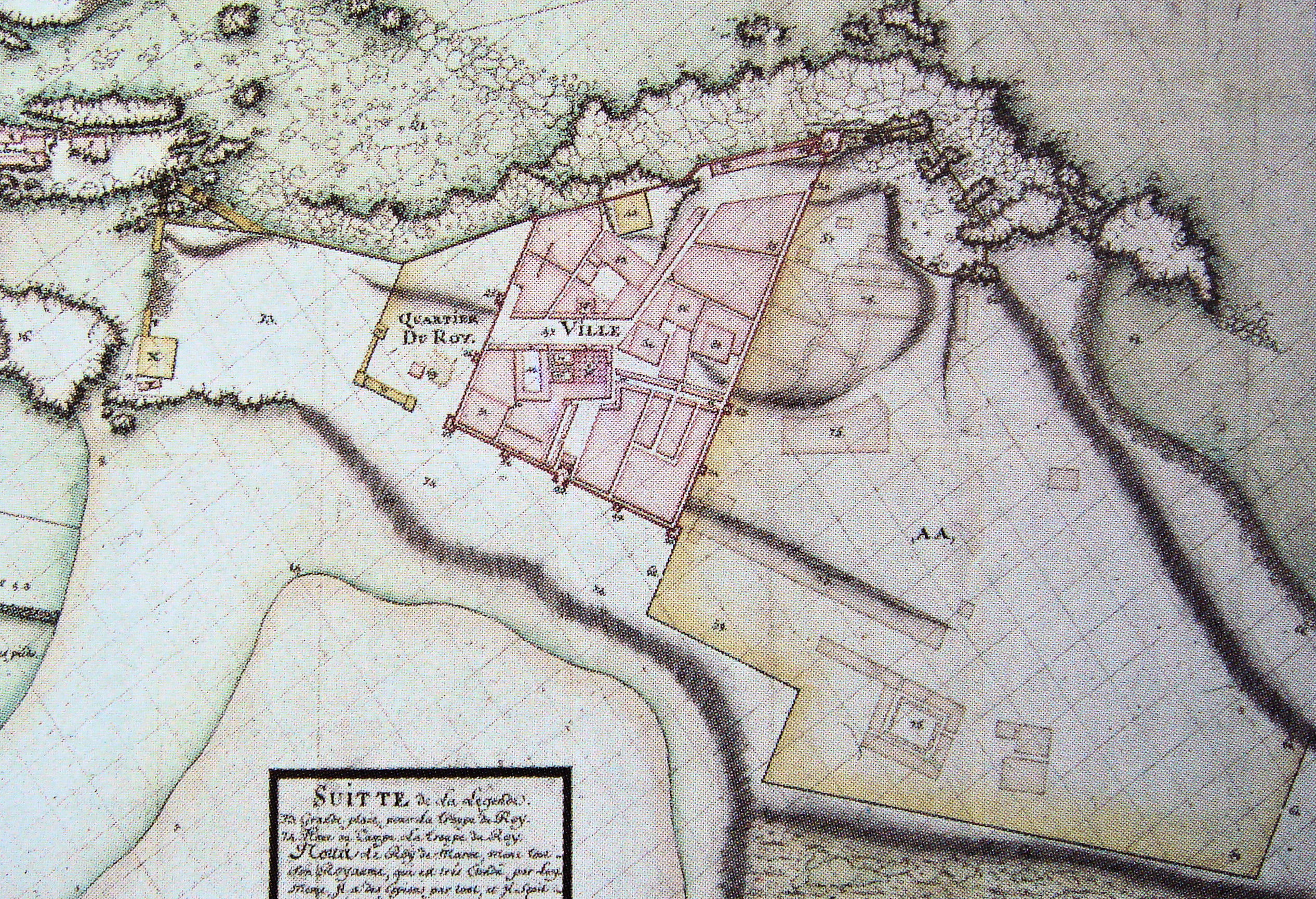
Theodore Cornut, Essaouira, 1767.

En 1751, Mohammed ben Abdallah, alors khalifa de la Vice-royauté de Marrakech, propose à une compagnie danoise de s'installer dans l'îlot de Mogador dans le but de développer les relations commerciales avec l'Europe. Il devient en 1757 sultan du Maroc, après la mort de son père Abdallah ben Ismaïl. Choisissant Marrakech comme capitale, il décide de fonder Essaouira afin de disposer d'un port accessible toute l'année et bien défendu, contrairement aux ports du Nord qui, à cause de leur ensablement, sont inabordables en dehors de la saison des pluies. De plus, la distance entre Safi et Agadir est trop grande, laissant un grand vide et une côte non protégée face aux puissances étrangères, comme le démontre l'établissement portugais en 1506. C'est pour parer à cette éventualité que le sultan décide d'installer des fortifications dans la baie de Mogador et que, grâce à un environnement favorable, des batteries de canons à feux croisés sont installées.

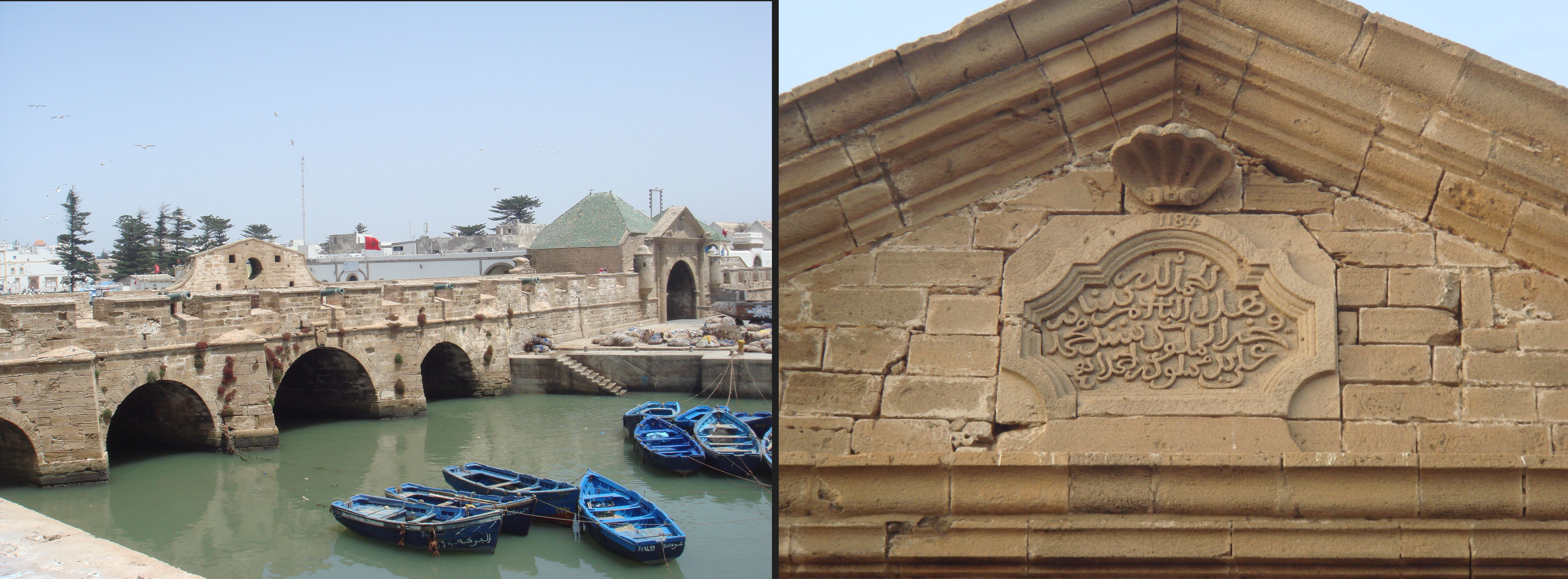
Entrée du port d'Essaouira, édifiée en 1770 par Ahmed El Inglizi, comme décrit dans la sculpture ornant la façade de la porte de la marine (photo de droite).

Les premiers travaux pour la construction de la ville commencent en 1760. En 1764, le sultan Mohammed ben Abdellah fait appel à Théodore Cornut, un architecte français à la solde des Britanniques de Gibraltar. Le sultan le reçoit avec tous les honneurs dus à un grand artiste et lui confie la réalisation de la nouvelle ville « au milieu du sable et du vent, là où il n'y avait rien ». Cornut l'Avignonnais, disciple de Vauban et qui a été employé par Louis XV à la construction des fortifications du Roussillon, travaille pendant plusieurs années à édifier la kasbah et ses remparts, dont le plan original, établi en 1767, est conservé à la Bibliothèque nationale de France, à Paris. Cornut est congédié pour la construction des fortifications par le sultan à la suite de ses échecs,. Le souverain marocain construit un chantier naval et, en 1768, 12 navires différents armés de 241 canons en tout sont présents au port. Après un premier plan établi par le renégat anglais Ahmed El Inglizi, en 1767, concernant le port et les fortifications de la sqala, l'entrée du port et Bab el-Marsa sont édifiés par le même renégat entre 1769 et 1770. La ville continue de s'agrandir avec le temps et plusieurs bastions et fortifications sont édifiés par plusieurs architectes, dont un Génois pour la sqala de la kasbah ainsi que plusieurs architectes marocains en ce qui concerne les remparts, les équipements civils de la médina et la Kasbah. Le sultan joue sur la distance entre les îles et la terre ferme de la baie pour pouvoir protéger chaque entrée de la baie, que ce soit celle du nord grâce à Borj el-Assa et Borj el-Baroude, ou celle du sud à l'aide de Borj Moulay Ben Nasser et de Borj el-Barmil, grâce à des batteries faisant feux croisés.
L'architecture militaire d'Essaouira suit plusieurs modèles : les remparts terrestres de la cité sont de style chérifien, semblables aux fortifications de Marrakech, les défenses maritimes sont de type européen, de style Vauban ou manuélien.

### Âge d'or et développement
Pour encourager le développement d'Essaouira et pour concentrer le commerce du sud vers cette ville, le port d'Agadir est fermé en 1767. Le souverain Mohammed ben Abdellah ordonne à tous les Européens établis sur les autres villes de venir s'installer à Essaouira, et fait de la ville une capitale diplomatique. Il lève ensuite, en 1773, une armée en provenance de Marrakech pour mater la rébellion d'Agadir, hostile au sultan. Les fortifications de la ville sont détruites et le sultan oblige la population, qui compte plusieurs marchands juifs et chrétiens, à rejoindre Essaouira. Le quartier de derb ahl Agadir voit ainsi le jour. Mohammed ben Abdellah fait ensuite venir des marqueteurs et tanneurs de Marrakech, ainsi que des potiers de Safi. Le sultan crée ensuite un tribunal de commerce puis, en 1775, un atelier pour la frappe des monnaies chérifiennes dans la kasbah d'Essaouira.
La ville est touchée en 1799 par une violente épidémie de peste, causant la mort d'environ 4 500 personnes, faisant partir les chrétiens de la ville, en majorité protestants. Alors qu'en 1779, Essaouira est limitée à la kasbah où vivent l'administration royale et les consuls des pays européens, à la fin du siècle, la ville s'étend en dehors des remparts de la kasbah, dépassant la géométrie de la conception de la ville. Plusieurs tentes et casemates donnent ainsi un visage militaire à la ville. Le sultan renforce rapidement la garnison par l'envoi de nouvelles troupes : canonniers venant de Fès, renégats assurant l'artillerie, anciens corsaires des Beni Antar assurant la marine, mais aussi des combattants de la tribu arabe des Chebânat et des soldats de la garde noire des Abid al-Bukhari. En 1785, 2 500 soldats font d'Essaouira une « ville caserne »,.

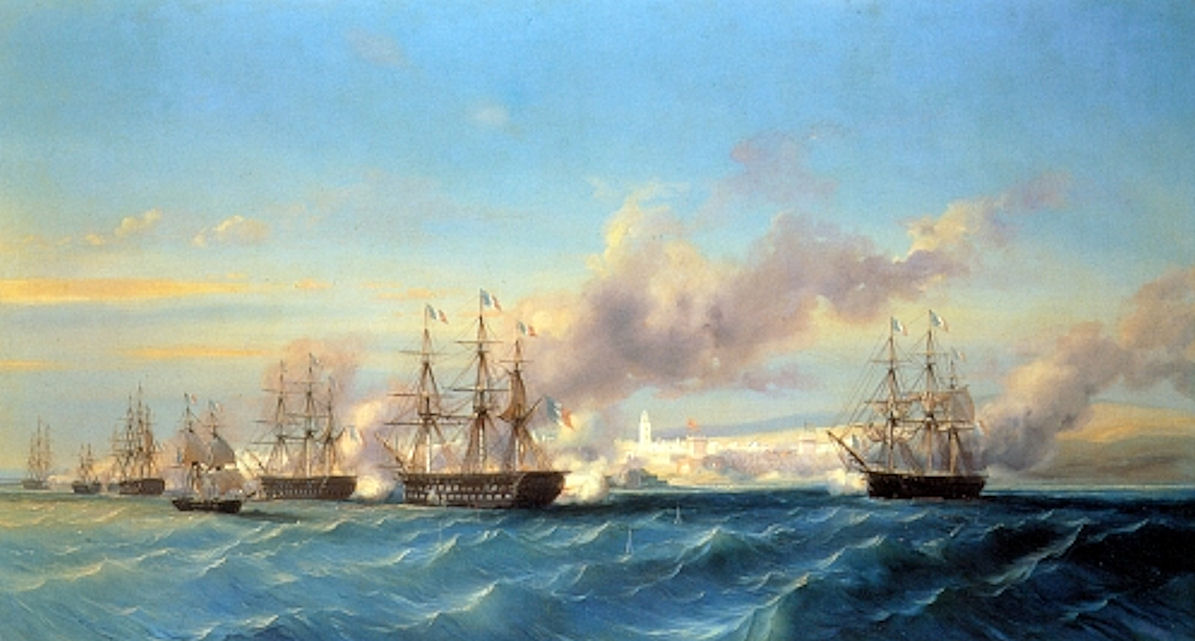
Bombardement de Mogador, 15 août 1844, Serkis Diranian.

En 1807, Moulay Slimane ordonne la création d'un mellah car la kasbah d'Essaouira est surpeuplée. La plupart des Juifs sont donc déplacés dans le mellah. Marchands ou artisans, celliers, bijoutiers, courtiers, colporteurs, le nombre de Juifs dépasse celui des musulmans jusqu'au début du XIXe siècle. Deux années plus tard, James Grey Jackson déclare que la ville s'étend jusqu'à bab Doukkala et bab Marrakech.

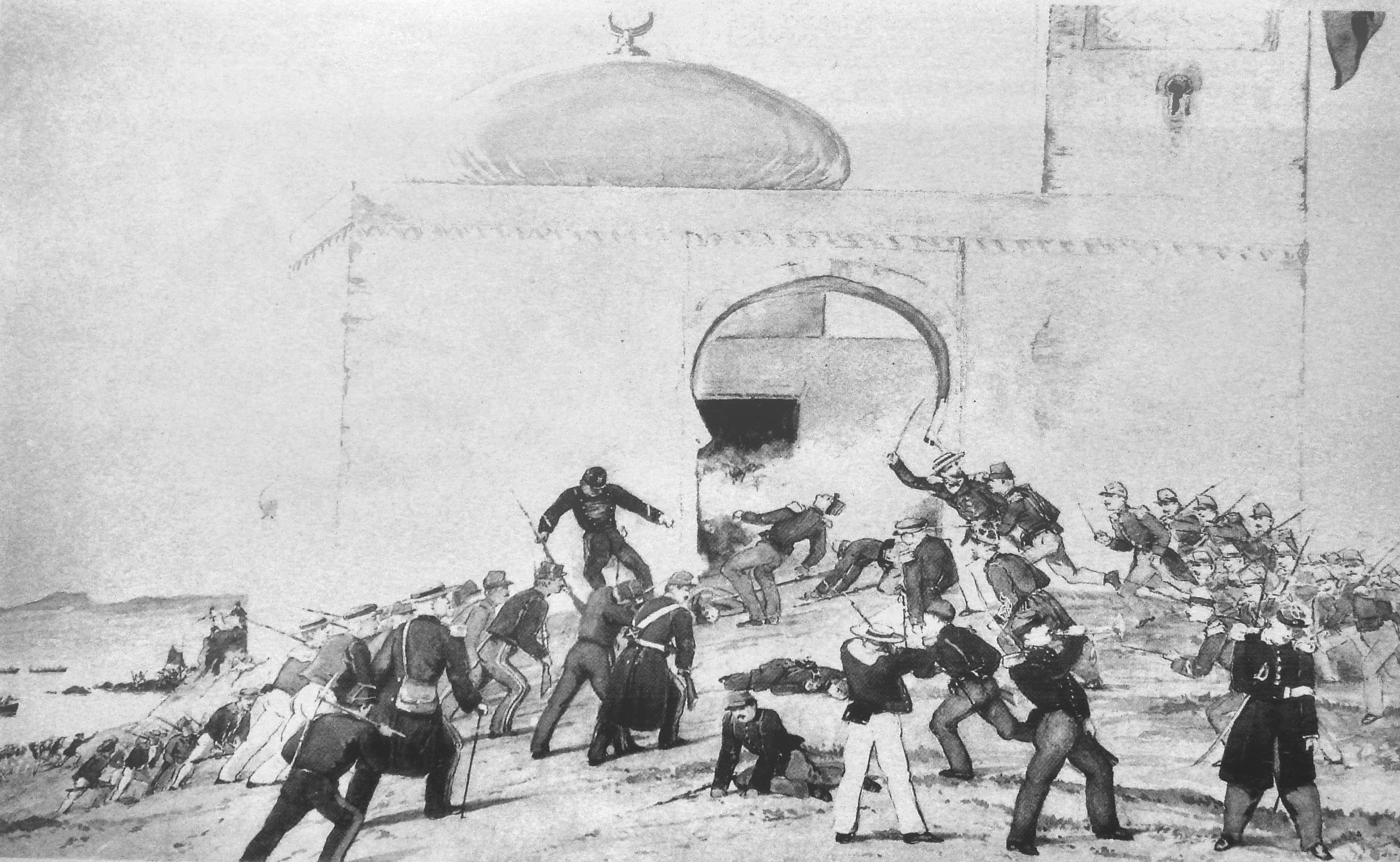
Assaut sur la mosquée de l'îlot de Mogador, 15 août 1844.

Lors de la guerre franco-marocaine, le 15 août 1844, la France bombarde la cité. Des confédérations tribales voisines, les Chiadma et les Haha, en profitent pour piller la ville pendant 40 jours. À ce moment, selon l'administrateur colonial et historien Pierre de Cenival, les habitants ont déjà été évacués, une version différente est donnée par l'écrivain David Bensoussan pour qui le pillage occasionne de nombreux viols et enlèvements, en particulier parmi les juifs,. Après le bombardement de Tanger et à la veille de la bataille d'Isly, un assaut est effectué sous les ordres du prince de Joinville sur l'îlot de Mogador et la ville, située à seulement 1,5 km. Plusieurs centaines d'hommes débarquent tout d'abord sur l'île où se trouvent des forts, une prison et une mosquée,. Toutes les batteries de l'île sont neutralisées et plus de 400 Marocains sous les ordres du Caïd El Haj Larbi Torres sont capturés, après une farouche résistance, causant 14 tués et 64 blessés parmi les assaillants français. La ville de Mogador est bombardée quant à elle pendant 26 heures, détruisant un nombre important d'habitations, avant un assaut terrestre sur le port de la ville, le 16 août 1844, par environ 600 Français. Les batteries de la ville en grande partie détruites, les Français en profitent et capturent le port, détruisant les dernières batteries de la ville et coulant plusieurs navires,. Le prince de Joinville décrit l'opération au ministère de la marine le 17 août 1844 :

« Le 15, nous avons attaqué Mogador. Après avoir détruit la ville et ses batteries, nous avons pris possession de l'île et du port. Soixante-dix-huit hommes, dont sept officiers, ont été tués et blessés. Je me suis occupé à placer une garnison sur l'île, et j'ai ordonné le blocus du port. »

Le même jour, le consul anglais et sa famille sont évacués en échange des prisonniers marocains blessés, tandis que le consul français avait déjà quitté la ville un mois auparavant. Un an plus tard, la paix est conclue entre les deux pays, et l'échange des prisonniers a lieu le 4 juillet 1845, où 123 prisonniers marocains rejoignent la ville dont le caïd El Haj Larbi Torres. Le Maroc stoppe son soutien à l'émir Abdelkader et doit reconnaître l'autorité française sur l'Algérie, à la suite des traités de Tanger et de Lalla Maghnia. Les forces françaises n'évacuent Mogador que le 16 septembre 1844.
En 1863, le sultan Mohammed ben Abderrahmane donne l'ordre aux administrations de la douane de l'agrandissement de la kasbah. Une nouvelle kasbah voit le jour dans le prolongement de l'ancienne devant loger vingt-quatre maisons de commerce. Deux ans plus tard, on compte dans la ville plus de cinquante-deux maisons de commerce. En 1865, c'est le mellah d'Essaouira qui est agrandi, et qui s'étend désormais jusqu'à bab Doukkala. L'importance du port d'Essaouira ne cesse d'augmenter entre les XVIIIe et XIXe siècles. Contrairement à Tanger, les navires qui fréquentent Essaouira sont de grands bâtiments pour l'époque, pouvant charger près de 125 tonneaux. Le sultan Mohammed ben Abdellah fait tout à cette époque pour mettre en sommeil les autres ports du Maroc, permettant à celui d'Essaouira le contrôle de 50 % du tonnage et de 60 % du commerce maritime. Ainsi, entre 1765 et 1865, sur les 29 000 navires ayant accosté sur les côtes marocaines, 12 000 vont à Essaouira.

### Déclin, protectorat et indépendance

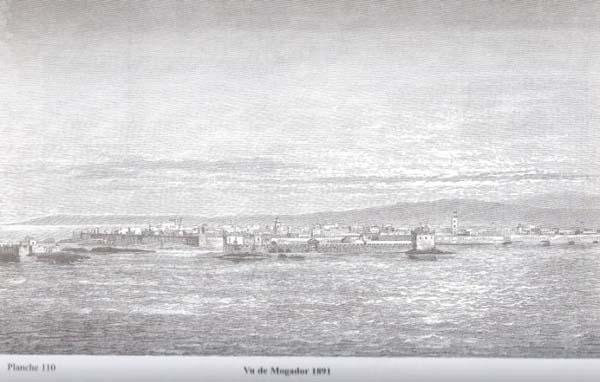
Vue sur la ville d'Essaouira en 1891.

À la suite du bombardement de Mogador, la ville entre, durant la deuxième phase du XIXe siècle, dans une phase de déclin, notamment parce qu'elle est en grande partie pillée et incendiée, mais aussi parce que les négociants juifs de la ville se mettent sous la protection des consulats étrangers, prenant leurs distances vis-à-vis du Makhzen, et emploient en toute sécurité un système de crédit abusif et d'échange inégal, ce qui assèche les ressources des campagnes alentour au profit de la France, provoquant l'hostilité des caïds de la région.

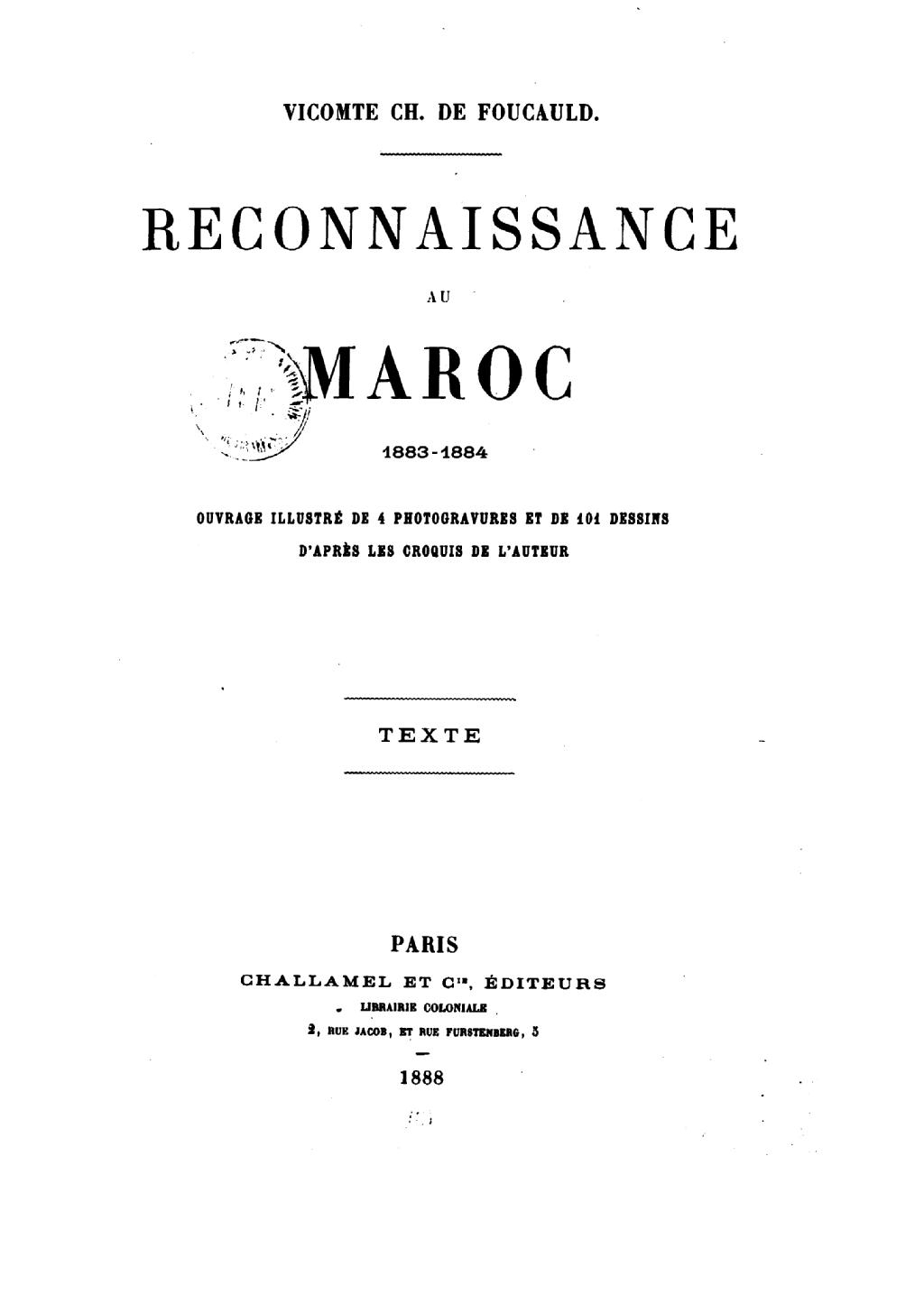
Reconnaissance au Maroc de Charles de Foucauld, publié en 1888.

L'explorateur français Charles de Foucauld, de passage à Mogador entre le 28 janvier et le 14 mars 1884, donne un témoignage du déclin commercial de la ville à la fin du XIXe siècle. Il relève l'affaiblissement des relations commerciales avec l'Europe. Foucauld ajoute que le port garde encore le monopole du commerce avec le Soudan par le biais des tribus Chiadma, Haha, Chtouka et Ilalen. Ce commerce est « le plus bel apanage qui lui reste ». Dans les années 1880 les caravanes viennent encore du Sahel, de Tombouctou et de Tindouf notamment, précise-t-il. Les régions du Sahel, le bassin du fleuve Drâa situé à l'ouest de l'ouad Aqqa, sont encore approvisionnés par Mogador. À cette époque Marrarech a déjà supplanté le vieux port dans le commerce des marchandises.
Petit à petit, les principaux établissements européens veulent de plus en plus déplacer leurs consulats hors de la ville d'Essaouira. Dès 1857, la France exprime son envie de déplacer ses principaux établissements à Casablanca. En 1896, avec l'occupation de Tindouf par la France, les caravanes venues d'Afrique subsaharienne se font de plus en plus rares et, depuis l'invention de la propulsion à vapeur, les navires européens ne sont plus obligés de faire escale sur les côtes marocaines lors de certains voyages. Dès la fin du règne de Hassan ben Mohammed, dit Hassan Ier, Essaouira perd son rôle de port commercial international.
Avec le début du protectorat français du Maroc, la ville devient officiellement Mogador, et s'amorce le déclin du port d'Essaouira au profit des ports en eau plus profonde de Casablanca, Tanger et Agadir, étant donné que le port d'Essaouira ne peut pas recevoir les gros bateaux modernes à fort tirant d'eau. En 1926, Mogador, qui est le siège d'un contrôle civil, est peuplée de 18 401 habitants, dont 7 730 juifs.

Drapeau de la province d'Essaouira, créée en 1975.

À l'indépendance du pays, la ville, désormais officiellement dénommée Essaouira, devient chef-lieu du cercle éponyme relevant de la province de Marrakech. En 1960, dans le cadre du premier recensement de la population du Maroc d'après-indépendance, Essaouira est peuplée de 26 392 habitants. En 1965, elle est intégrée à la nouvelle province de Safi, cette fois-ci au sein du cercle des Ahmar. En 1967, à la suite de la guerre des Six Jours, la ville connait un départ massif des Juifs de la ville, qui s'en vont pour la majorité vivre en Israël, provoquant une importante baisse de population. En 1971, Essaouira est peuplée de 30 061 habitants, connaissant une très faible hausse, due au départ massif des Juifs de la ville. Elle devient à partir de cette date une municipalité à part entière. La municipalité devient, depuis avril 1975, chef-lieu de la toute nouvelle province d'Essaouira.
La ville connaît cependant une renaissance spectaculaire depuis le début des années 1990, renaissance due essentiellement au tourisme mais aussi à sa vocation culturelle. Sa médina est classée depuis 2001 au patrimoine mondial de l'UNESCO.

## Démographie
| Année                                                                  | Municipalité | Ménages |
| ---------------------------------------------------------------------- | ------------ | ------- |
| 1844 (est.)                                                            | 10 000       | -       |
| 1886 (est.)                                                            | 18 000       | -       |
| 1926                                                                   | 18 401       | -       |
| 1960                                                                   | 26 392       | -       |
| 1971                                                                   | 30 061       | -       |
| 1982                                                                   | 42 035       | 8 873   |
| 1994                                                                   | 56 074       | 11 988  |
| 2004                                                                   | 69 493       | 16 129  |
| 2014                                                                   | 77 966       | 20 290  |
| Chiffres : Recensement général de la population et de l'habitat, Maroc |              |         |

La ville d'Essaouira, fondée durant la deuxième moitié du XVIIIe siècle, a toujours été une ville modeste. Elle n'atteint jamais, avant l'indépendance, les 50 000 habitants, notamment parce qu'elle connaît plusieurs freins à son émancipation. Initialement habitée par une population de toutes origines et religions, elle perd aujourd'hui de son multiculturalisme. En effet, à la fin du XVIIIe siècle, la ville connaît sa première baisse de population, et est touchée en 1799 par une violente épidémie de peste causant la mort d'environ 4 500 habitants et provoquant le départ des chrétiens.
En 1844, le bombardement par la flotte française d'Essouira, entraîne la fuite de toute sa population et son pillage par les campagnards des alentours. Ce qui cause directement le début du déclin de la ville et la baisse manifeste de sa population à 10 000 habitants. En 1886, la ville connaît une hausse de population, et est désormais peuplée de 18 000 habitants. Une hausse bien éphémère, puisque le rôle commercial de la ville chute terriblement avec l'arrivée du protectorat français, et sa population stagne en 40 ans ; elle est toujours peuplée d'environ 18 000 habitants en 1926.
À l'indépendance, en 1960, la ville est peuplée de 26 392 habitants. Essaouira connait une dramatique baisse de population en 1967, à la suite du déclenchement de la guerre des Six Jours, la presque totalité des Juifs de la ville quittant le Maroc, ce qui explique la très faible hausse de population que connaît la ville en 1971 car seulement peuplée de 30 061 habitants. Depuis cette date, la population de la ville ne cesse d'augmenter, notamment grâce à son climat, à un exode rural, mais aussi à son exceptionnelle renaissance depuis le début des années 1990, due essentiellement au tourisme. Depuis 2014, la ville est peuplée officiellement de 77 966 habitants et compte 20 290 ménages.

## Économie

### Pêche

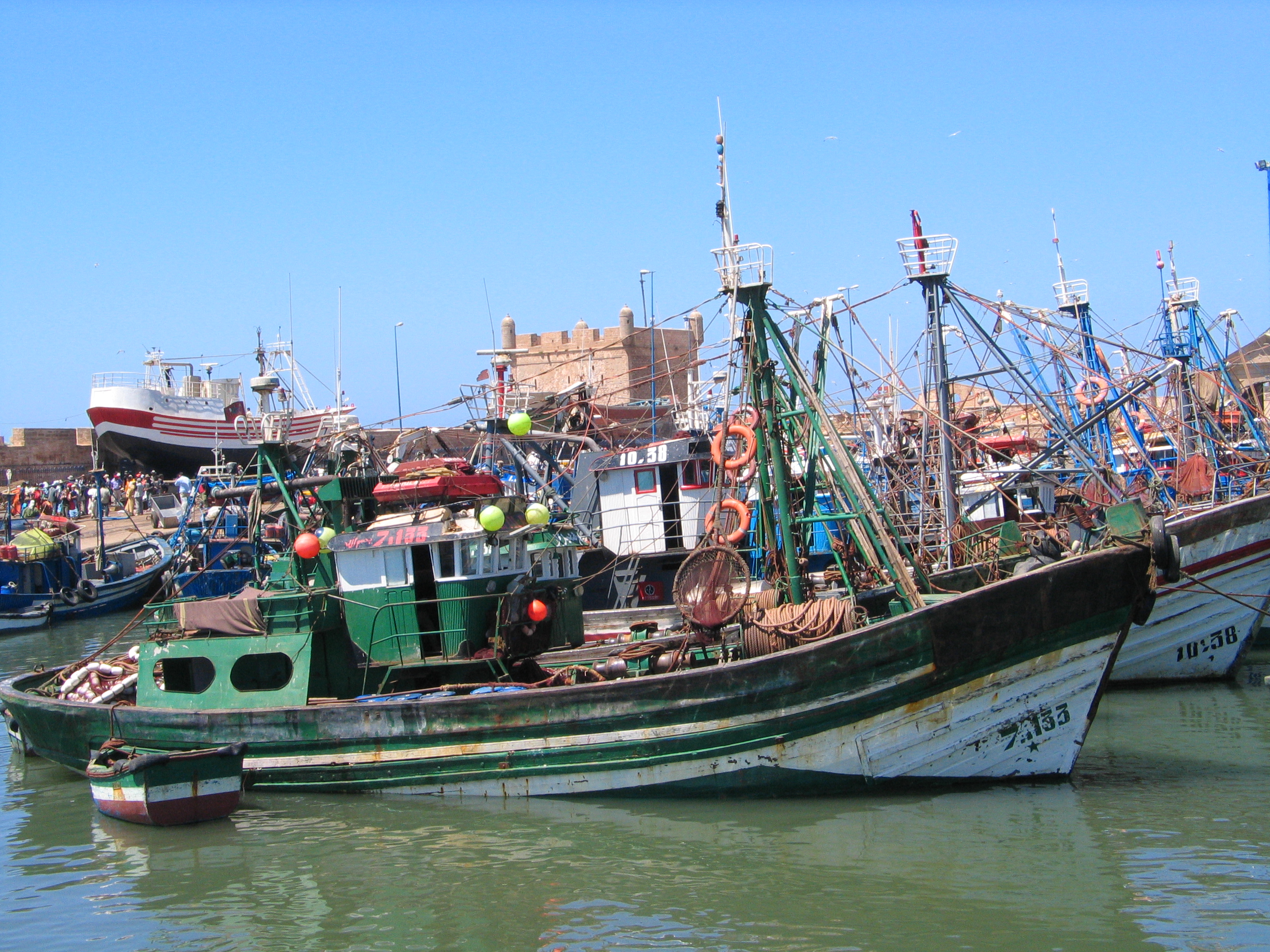
Chalutiers au port d'Essaouira.

Le port d'Essaouira est connu pour sa pêche, notamment celle des sardines. Troisième port sardinier du pays, il ne devient un port destiné uniquement à la pêche qu'à partir de 1982. En 2008, il génère 8 tonnes de produits de pêche, soit 8 % de la production de la côte atlantique du pays, sa superficie totale atteint 1,2 hectare.

### Tourisme

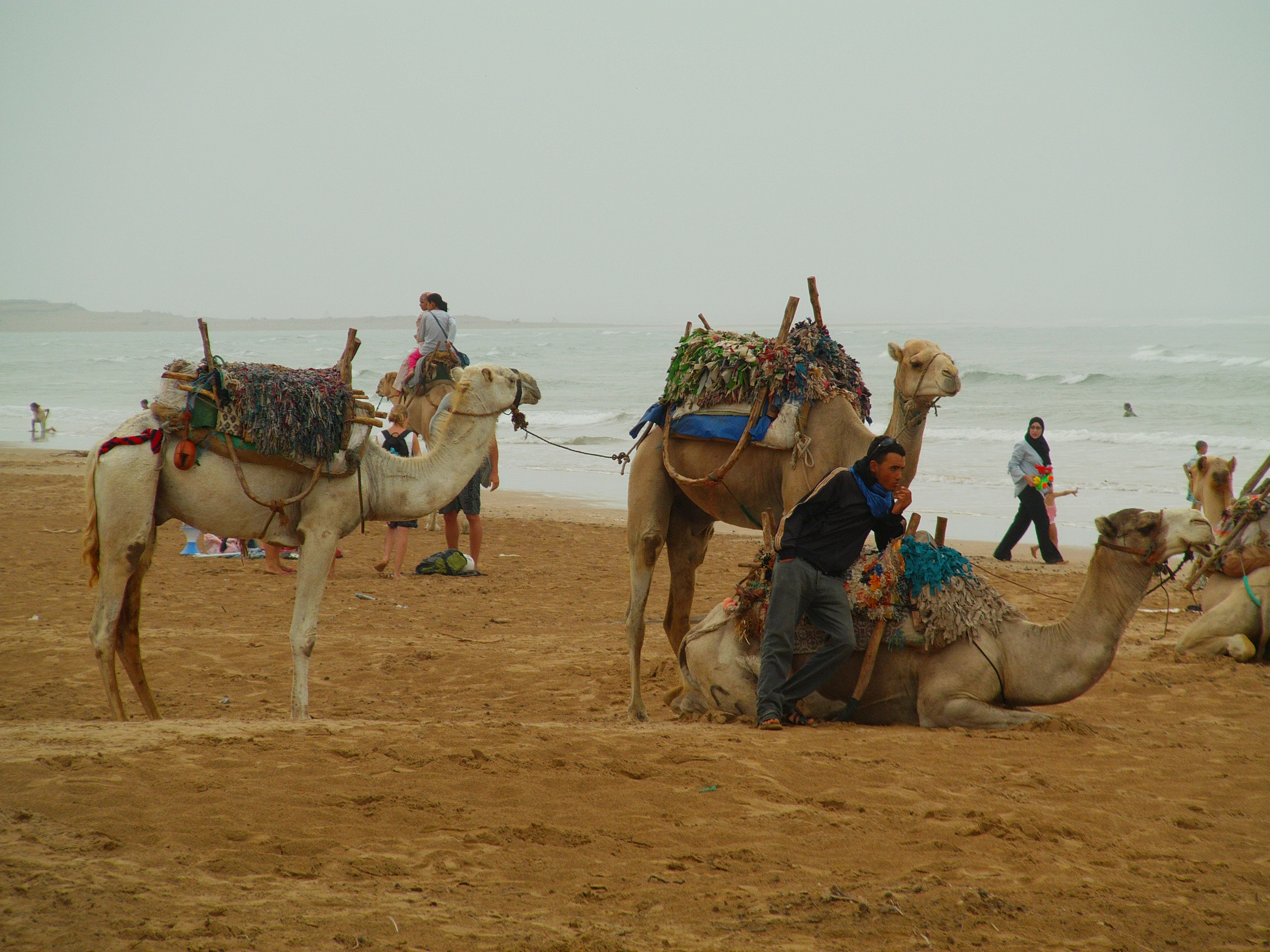
Dromadaires sur la plage d'Essaouira.

La ville d'Essaouira dispose d'un fort potentiel touristique, grâce notamment à ses atouts naturels, historiques et culturels, devenant ainsi une grande destination touristique. Sa médina, inscrite au patrimoine mondial de l'UNESCO depuis 2001, l'îlot de Mogador, son port, datant du XVIIIe siècle et ses plages, permettant la pratique des sports nautiques, font de la province une destination touristique de qualité. La ville d'Essaouira accueille chaque année le festival de la musique gnaoua, faisant venir tous les touristes des environs. C'est ainsi qu'en 2008, plus de 165 000 touristes ont visité la ville.
Le tourisme est donc de plus en plus important à Essaouira. Celle-ci est également renommée pour la pratique du windsurf et du kitesurf, grâce aux vents puissants qui soufflent presque constamment dans la baie, ainsi qu'à l'organisation annuelle d'une étape de la coupe du monde de kitesurf. Son artisanat spécifique est également prisé des touristes, tel le travail du bois de thuya. Le marché aux poissons et des épices l'est tout autant. La région d'Essaouira a comme particularité de posséder énormément de champs d'arganiers. L'huile d'argan est traditionnellement appréciée par les touristes.
D'après le recensement national de 2014, il y a 540 résidents étrangers permanents à Essaouira (ce chiffre exclut les touristes présents seulement durant leurs vacances).

### Transport

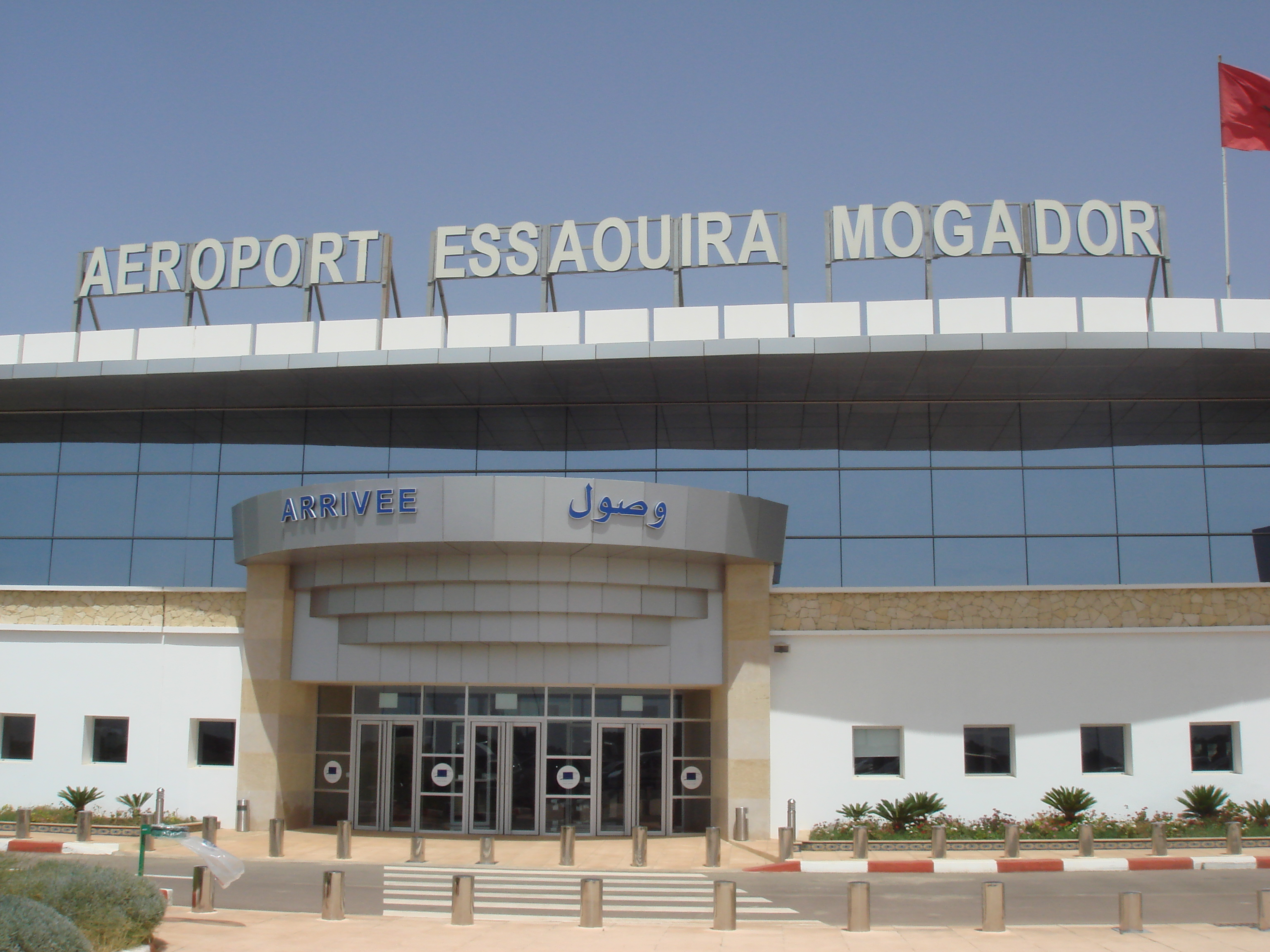
Aéroport d'Essaouira-Mogador.

Les transports dans la ville d'Essaouira sont assez diversifiés. Les taxis sont très présents dans la ville. Il y en a deux types : les petits taxis et les grands taxis, qui sont de couleur bleue. Toutefois, ces taxis ne desservent pas la médina, ses ruelles restent trop étroites.
La ville possède également une gare routière en dehors de la médina, qui offre des voyages en bus en direction de Marrakech, Agadir, Casablanca et El Jadida. Elle dispose également de bus urbains qui permettent de desservir les communes alentour.
L'aéroport d'Essaouira-Mogador, situé à 16 km au sud-est de la ville et inauguré en 1998, est opérationnel depuis juin 1999. Son but est avant tout de faire de la ville une véritable destination touristique. Agrandi en 2000, un vol direct le relie à Paris depuis avril 2004.

## Culture

### Festival et musique

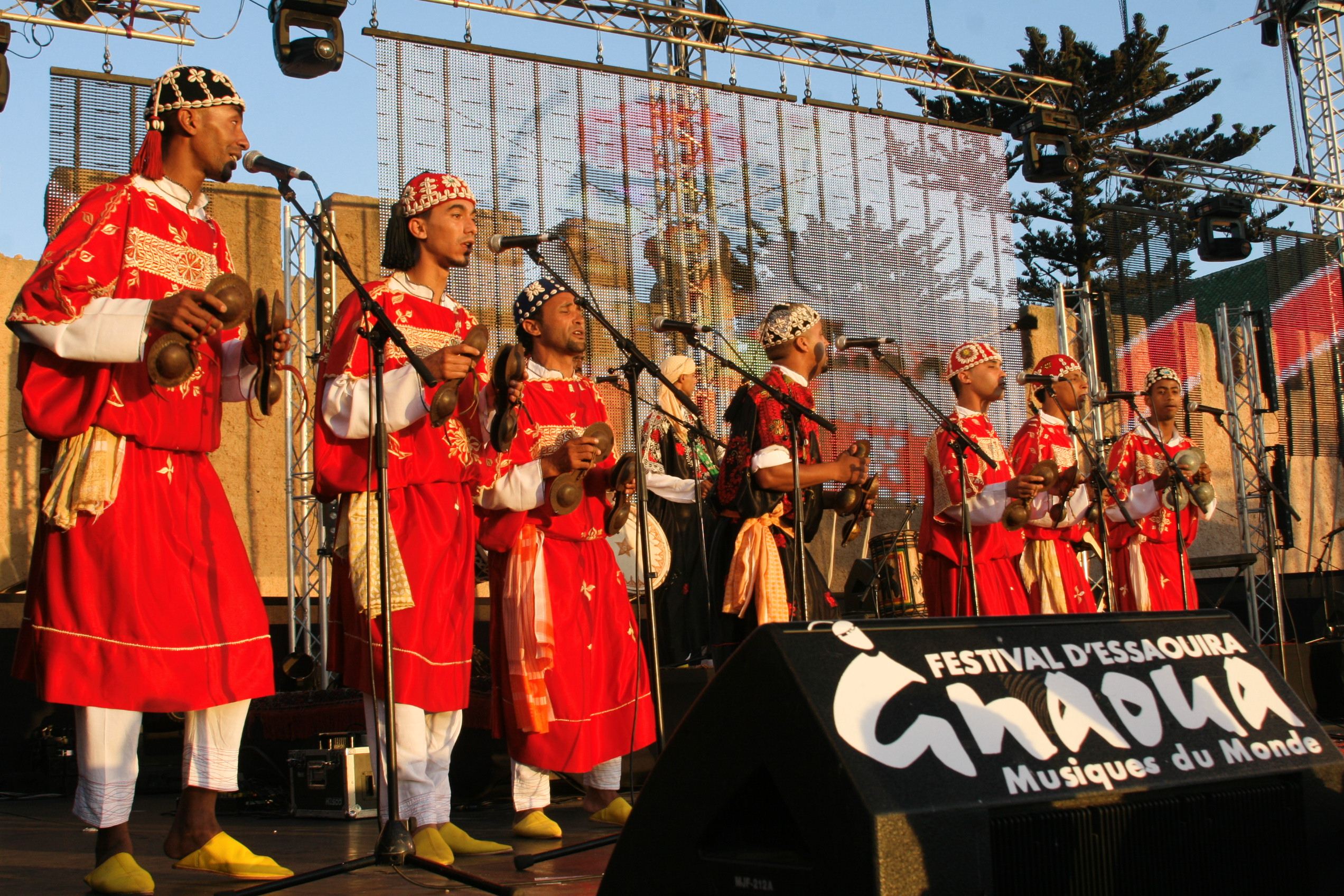
Festival des Gnaouas.

Dans les années 1960, Essaouira est une oasis pour les hippies du monde entier. Les musiciens comme Jimi Hendrix et Cat Stevens sont attirés par les sonorités musicales de la confrérie gnaoua et aiment y séjourner,.
Elle reste donc particulièrement célèbre pour la musique gnaoua, de style africain. Les Gnaouas sont une partie composante de sa population mais aussi de tout le Maghreb. Les Gnaouas sont des descendants des Haoussa Fulani venus de Kano, les Kanawa, qui faisaient partie en majorité de Abid al-Bukhari, la garde noire du sultan Moulay Ismaïl. La musique gnaoua utilise ainsi plusieurs types d'instruments, tels que les qraqeb (ou qrâqech), sortes de crotales, les instruments à percussion que sont les djembés, ainsi que les guembris, qui sont des instruments à cordes. Ce style musical connaît un véritable engouement et Essaouira accueille, chaque été, le Festival des Gnaouas, qui connaît un véritable succès dès ses toutes premières éditions.
Elle compte également plusieurs moussems, en particulier grâce à la présence importante de zaouïas dans la ville. Parmi eux, le moussem annuel des Hamadcha est organisé par la zaouïa Hamadcha, tandis que celui de Sidi Bilal est organisé par la confrérie gnaoua.

### Art
Les artistes singuliers d'Essaouira participent au mouvement artistique de la ville. Historiquement, lors de sa fondation, le sultan Mohammed ben Abdallah fait venir des populations de toutes origines, dont un très grand nombre d'artistes, ce qui permet à la cité, devenue un « carrefour des civilisations », d'être une ville d'art et de détenir une créativité artistique exceptionnelle.
Essaouira se distingue surtout dans le domaine pictural. La première galerie d'art, « Frédéric Damgaard », est créée en 1988 par un spécialiste danois d'art islamique, qui encourage dès 1969 les peintres locaux, elle est devenue un lieu incontournable. Le patrimoine historique et culturel de la ville encourage et inspire les artistes de toute la région. Mohammed Tabal est le premier de ces artistes locaux à acquérir une célébrité à la fin des années 1980 : ancien musicien gnaoui, il est influencé par le mysticisme de sa confrérie.
La sculpture est également présente, Rachid Mourabit, surnommé le « César d'Essaouira », crée des sculptures à partir d'objets métalliques recyclés et inspirés de la culture locale.
La calligraphie est très présente à Essaouira et se distingue de celle des autres villes. Mêlée au paysage et au climat local, pleine de créativité, elle reste artistique et colorée. Tayeb Saddiki en est spécialiste.
Les galeries d'arts sont très nombreuses. Tout d'abord, la galerie Frédéric Damgaard, qui reste la plus ancienne. Vient ensuite l'Espace Othello, qui accueille peintres, sculpteurs et calligraphes. La Galerie la Kasbah et le Centre artisanal d’Essaouira sont également des lieux de rencontre entre artistes. L'Association Tilal regroupe plus d'une cinquantaine d'artistes, tous originaires de la ville. Le borj ouest et borj bab Marrakech sont également des lieux d'exposition

### Littérature
La ville et sa région ont inspiré de nombreux écrivains, dont plusieurs natifs aux rangs desquels on compte Edmond Amran El Maleh, Ami Bouganim, David Bensoussan ou encore Hamza Ben Driss Ottmani, des écrivains marocains non saouiri comme Khireddine Mourad, des auteurs non-marocains comme les français Jean Sulivan, Jacques Perry, Morgan Sportès, l'allemand Hubert Schatz et le Mexicain Alberto Ruy-Sanchez qui consacre un cycle de contes et romans qui ont pour cadre le port fortifié de Mogador. Essaouira apparaît également régulièrement dans La mémoire tatouée d'Abdelkébir Khatibi, Talismano d'Abdelwahab Meddeb, La prière de l’absent de Tahar Benjelloun et Perla de Mogador de Nine Moati.

### Artisanat
L'artisanat est très important dans la vie des habitants d'Essaouira. Diversifié, il reste la principale activité de la ville. En 2011, plus de 31 % de la population de la province vit du secteur artisanal.
La marqueterie de thuya reste sans aucun doute le plus gros pourvoyeur d'emplois et de revenus. En 2011, 58 % des artisans d'Essaouira travaillent le bois de thuya. Historiquement, le premier artisan à s'être spécialisé est le maâlem Jilali Ould El-Alja. Il forme au cours de sa vie plusieurs dizaines de jeunes artisans, dont le maâlem Omar Ould El-Alja, qui est le plus important que connaît la ville. Au début, c'est principalement l'acajou, le citronnier, l'ébène et le noyer qui sont utilisés par les artisans, puisque le bois de thuya, très rare, reste encore inconnu. Le thuya fait son apparition plus tard et tout d'abord dans les villes de Salé et Rabat, avant d'être introduit à Essaouira par l'intermédiaire d'Omar Ould El-Alja.
L'orfèvrerie, renommée à Essaouira, disparaît complètement de nos jours. Il faut dire que la communauté juive en est plus ou moins la seule artisane. Ce sont majoritairement les artisans juifs qui en assurent la fabrication et les innovations. Ils ont mis au point des techniques spéciales telles que l'utilisation d'un type de ciselure reconnaissable et un filigrane délicat. Quoi qu'il en soit, le départ des Juifs de la ville met un terme à l'essor que connaît la ville dans l'orfèvrerie, qui devient une activité marginale.
Il existe d'autres types d'artisanat tels que la vannerie et les tissages.

### Gastronomie
La gastronomie est très riche à Essaouira. Comme dans tout le Maroc, le couscous reste emblématique et est souvent accompagné de marqa similaire à un bouillon de légumes, mais aussi de viandes et légumes. Le thé à la menthe est également très emblématique et très apprécié des Souiris et des Marocains en général.
Essaouira possède cependant des spécialités culinaires que d'autres villes ne possèdent pas. Grâce à l'essor de son port et de ses pêches, le poisson, et surtout les sardines, sont omniprésents. Ces mêmes poissons sont souvent utilisés pour cuisiner des tajines aux sardines, mais aussi des tajines de boulettes (kefta) de sardines. Cette dernière recette est souvent désignée sous le nom dolma. Le tajine souiri est quant à lui spécifique à la ville. Il diffère des tajines marocains et se rapproche des tajines tunisiens, puisque ce n'est pas un tajine en sauce, mais un tajine gratiné. Il est constitué principalement de poulet.

### Cinématographie
Grâce à son riche patrimoine historique, plusieurs séquences cinématographiques renommées sont tournées à Essaouira. Orson Welles y tourne son film Othello, qui connaît un énorme succès en 1952. En 1991, des scènes de la Bataille des Trois Rois de Souheil Ben Barka sont tournées à Essaouira.
En 2004, Ridley Scott y reconstitue la Jérusalem médiévale pour le film Kingdom of Heaven. Dans la série Game of Thrones, la scène de la promenade des punis dans la ville d'Astapor (saison 3) est filmée sur les remparts de la kasbah.

## Architecture et urbanisme

### Port

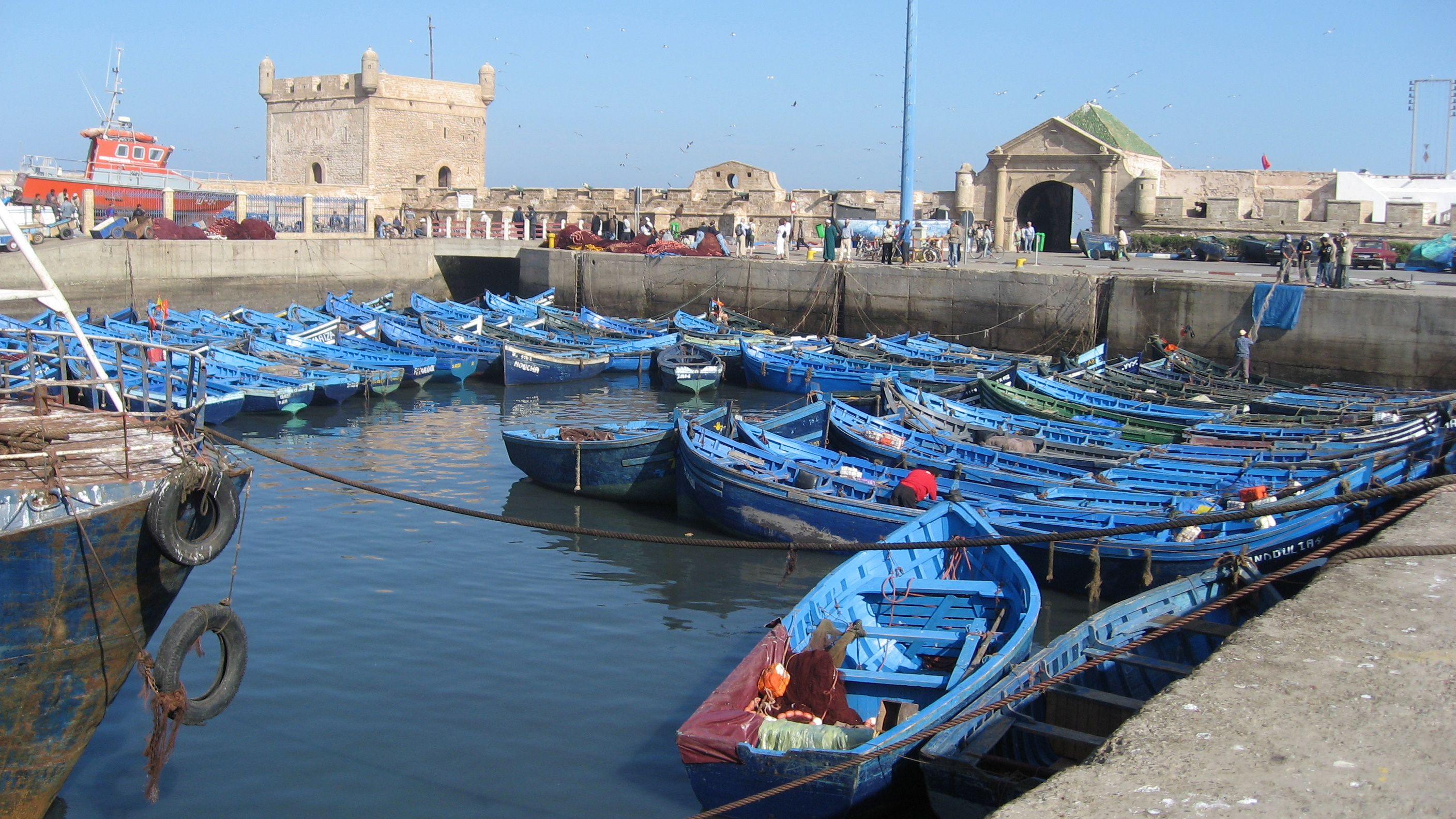
Bateaux de pêche au port d'Essaouira.

Le port d'Essaouira, longtemps surnommé « port de Tombouctou » du fait qu'il est un point d’échange entre les longues pistes de commerce transsaharien et les grandes routes maritimes et qu'il sert à relier l'Afrique subsaharienne à l'Europe et aux Amériques, est le principal port de commerce international du Maroc entre la fin du XVIIIe siècle et la fin du XIXe siècle, mais son déclin commence à partir de la construction des ports de Casablanca, Tanger et Agadir (possédant des eaux profondes contrairement à Essaouira).
Construit en 1770, sous le règne du sultan Mohammed ben Abdallah, il est protégé par la sqala du port, reliée par Bab el-Marsa (« porte de la marine »). Situé à l'ouest de la ville, il est aujourd'hui le troisième port de pêche sardinière du royaume, mais aussi un important chantier naval où l'on construit et répare des bateaux traditionnels tels que chalutiers, boutres, senneurs et palangriers,. Ancien chantier naval de construction de navires de guerre, mais aussi port de commerce international, ce n'est que depuis 1982 qu'il est aménagé pour servir exclusivement à la pêche.

### Médina

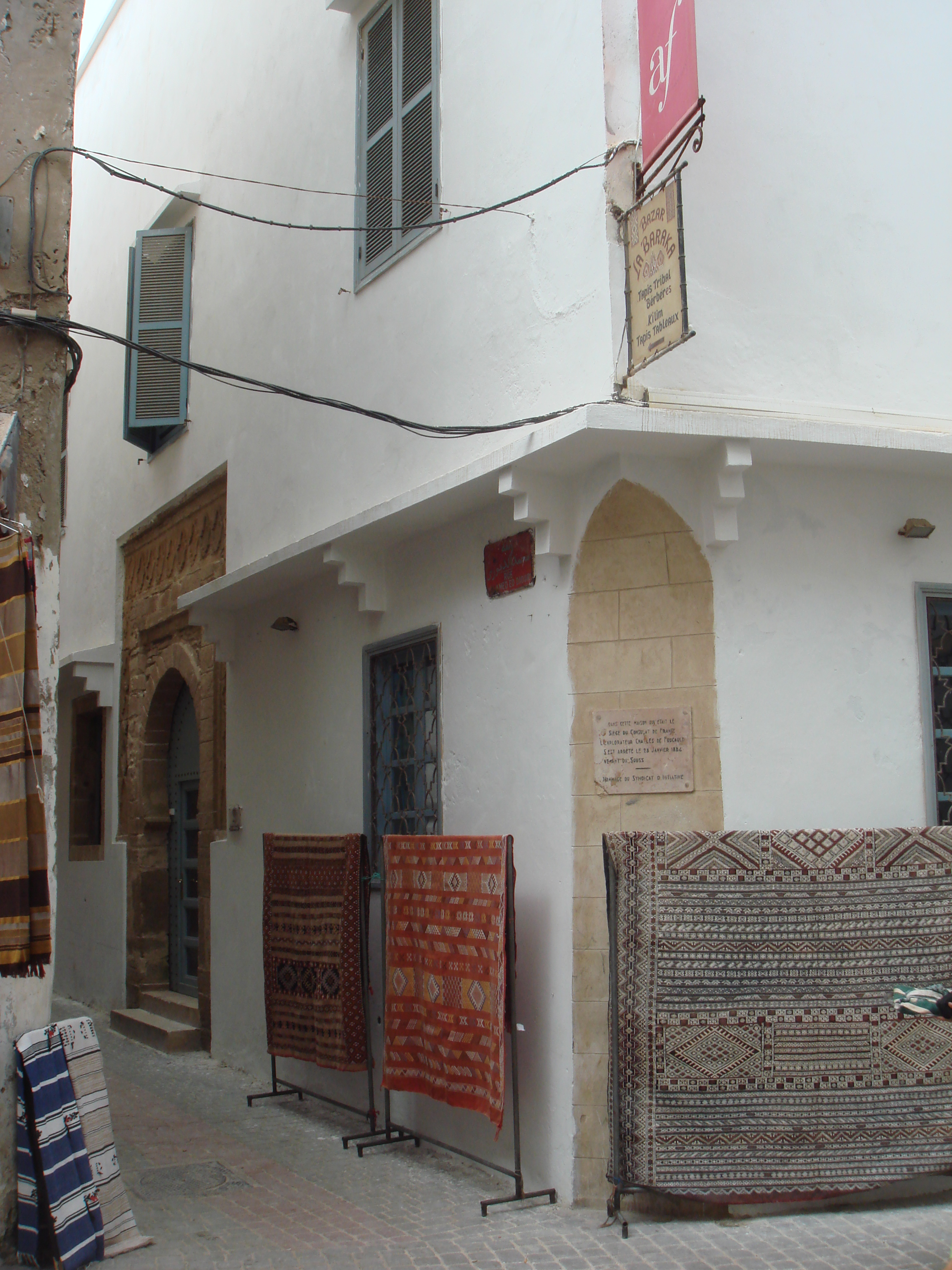
Ancienne maison consulaire française, rue Mohammed Diouri.

La médina d'Essaouira compte plusieurs quartiers tous fondés entre le XVIIIe siècle et le XIXe siècle. Le plus ancien d'entre eux reste la kasbah, un quartier fortifié où étaient logés les dignitaires avant que ne soit construit le mellah. Surnommé le « Quartier du Roy » par Cornut, on y accède à l'Est par Bab el-Sebâa (porte du lion) frappée d'une inscription rappelant la fondation de la ville ordonnée par Mohammed ben Abdellah. À l'ouest, on trouve le rempart qui longe l'océan, dont une partie est effondrée du côté nord, remplacée par une rue qui mène vers le musée. Au nord se trouve un bâtiment nommé El Minzah, autrefois appelé l'« alcôve du café de l’Empereur », dont la triple porte ouvre sur l'axe principal qui traverse la ville de part en part, marquant la séparation entre, à l'ouest, l'ancienne kasbah et, à l'est, la nouvelle.
C'est dans le nord de la kasbah que le sultan enjoint aux consuls européens et américains de bâtir, à leur frais, des maisons consulaires dont il reste encore notamment celle du Danemark, dans la rue El Fettouaki, et celle de France, au coin de la rue Mohammed Diouri. Enfin, au sud se trouve Dar Makhzen ou résident les douaniers du port, les commissaires priseurs (mouhtassib) ainsi que les négociants musulmans. L'ancien entrepôt des droits de douane, situé à la place de l'actuelle salle de basket-ball, sert, au début du XXe siècle, de caserne à un régiment de tirailleurs sénégalais dont certains Gnaouas de la ville sont les descendants.
La kasbah est agrandie en 1863, sur ordre du sultan Mohammed ben Abderrahmane, dans le but de loger beaucoup plus de maisons de commerce. Depuis, on désigne l’extension de la kasbah sous le nom de kasbah jedida.

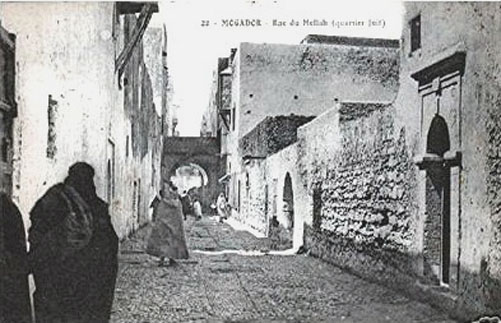
Mellah d'Essaouira dans les années 1920.

Vient ensuite le mellah d'Essaouira, construit en 1807 pour permettre de dé-densifier la kasbah, devenue trop peuplée. Ainsi, devant le nombre trop croissant de Juifs dans cette ville, le sultan Slimane ben Mohammed a l'idée de la création d'un tel quartier. Tous les Juifs de la ville, composés principalement de marchands, y sont déplacés. À cette époque, le nombre de Juifs dépasse celui des musulmans. Le mellah reste aujourd'hui un quartier profondément délabré et à l'abandon. Abandonné de sa population juive à la suite de la guerre des Six Jours, il est toujours plus ou moins inhabité et en réhabilitation. Le mellah, surpeuplé et disposant d'une surface de 18 600 m2 est agrandi en 1865 (mellah jedid). Il est situé près de bab Doukkala. Une grande partie du quartier est détruite.
La médina compte cinq autres quartiers. Tout d'abord, Derb ahl Agadir, construit en 1773 dans le but de loger une grande partie de la population d'Agadir déplacée vers Essaouira. Il se situe au sud de la médina. Ensuite, Derb Beni Antar, qui accueille initialement tous les habitants de la tribu des Beni Antar, se situe au nord de la médina. Derb Chebânat accueille initialement pour sa part les combattants de la tribu arabe des Chebânat. Il se situe à l'est de la ville. Derb Bouachir et derb Rahala se situent pour leur part au sud-est de la médina.

### Remparts et portes

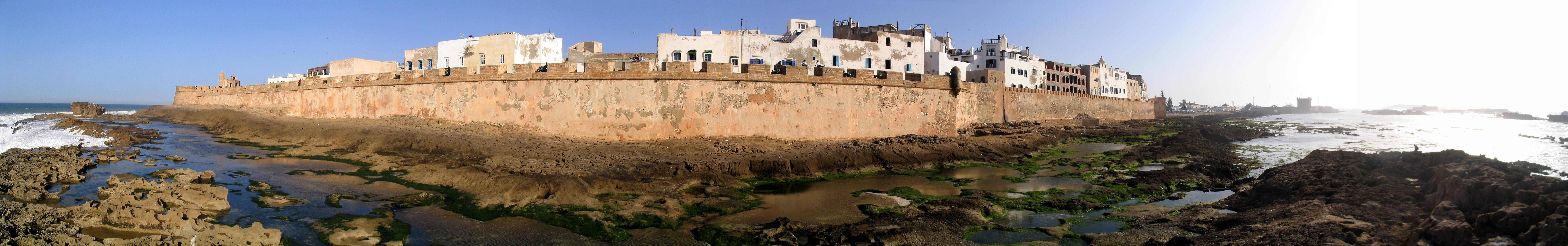
Vue panoramique des remparts portugais.

#### Portes

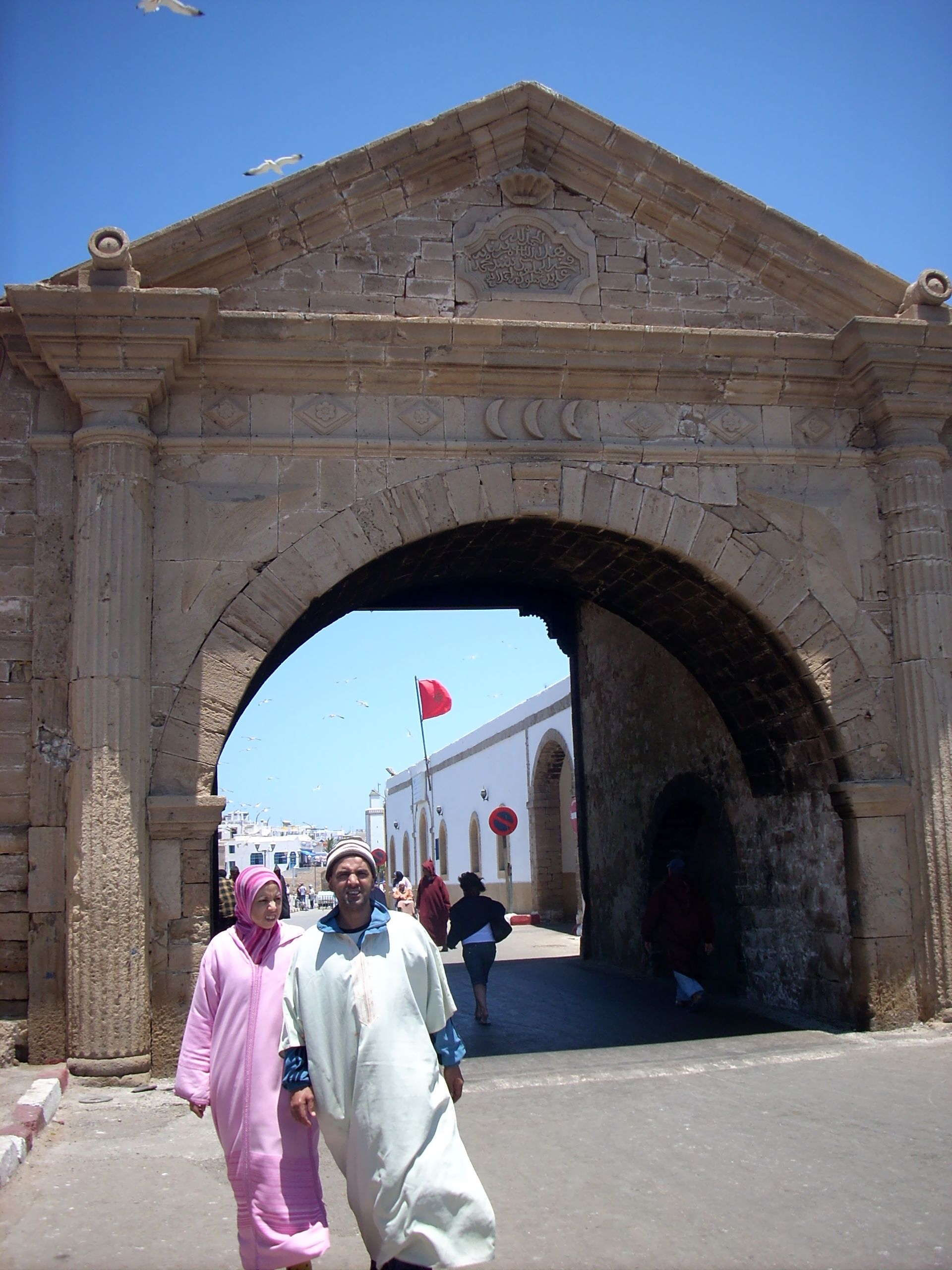
Bab el-Marsa.

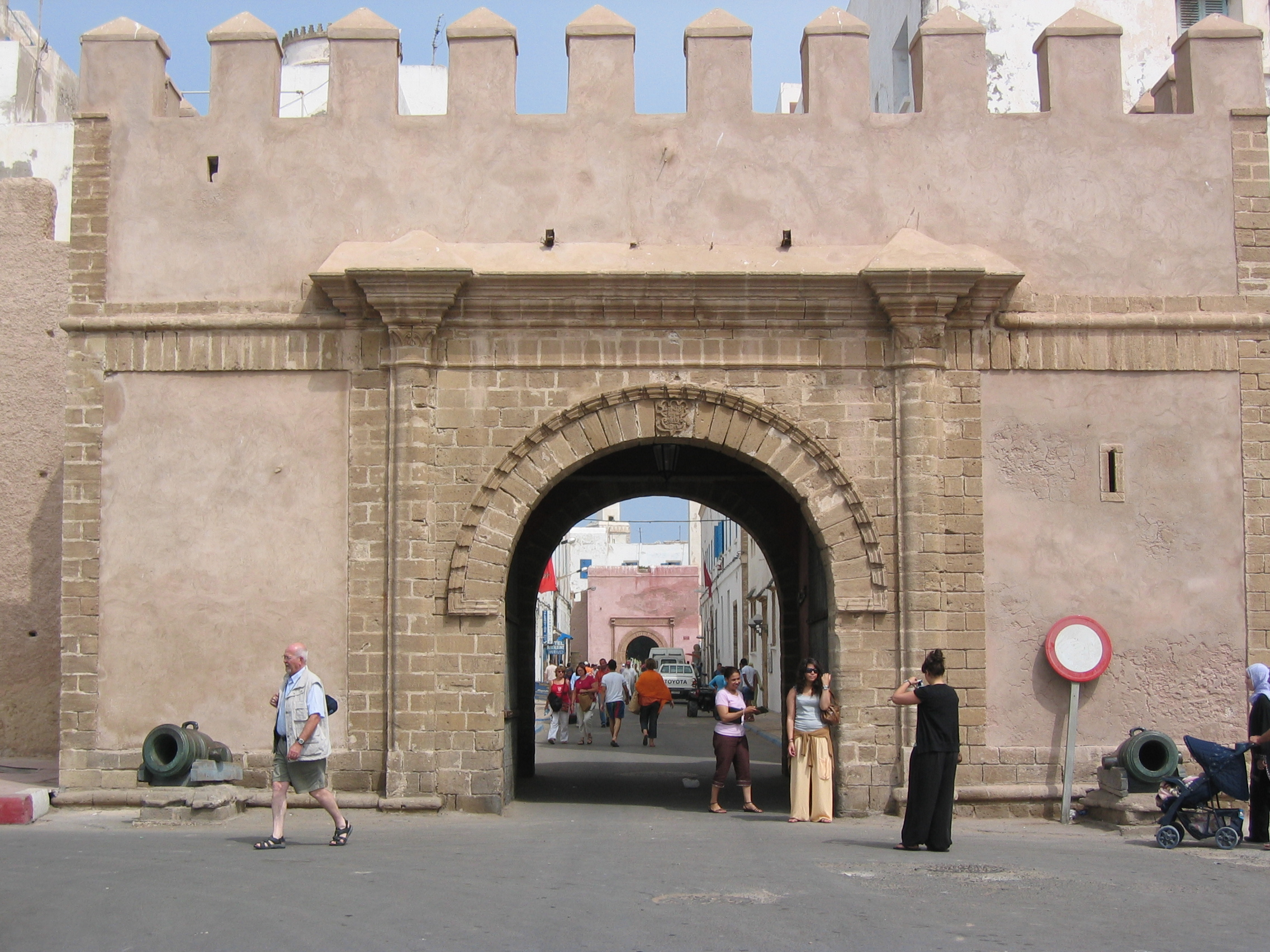
Bab el-Sebâa.

Essaouira compte un important nombre de portes, situées dans la médina de la ville. Ces portes sont influencées par deux types de styles différents. Le style chérifien, qui rappelle les fortifications de Marrakech, comporte des portes arrondies, alors que le style européen comporte des portes à fronton et des colonnes cannelées :
- Bab el-Marsa (porte de la marine) est la porte la plus monumentale d'Essaouira. Bâtie en 1769-1770 par le renégat Ahmed El Inglizi, sous les ordres du sultan Mohammed ben Abdellah, la porte est construite entièrement en pierre de taille. De style Vauban, Bab el-Marsa est une porte à fronton contenant des colonnes cannelées. La porte permet l'accès au port d'Essaouira[71].
- Bab Marrakech (porte de Marrakech) est une porte qui se trouve au sud-est de la médina d'Essaouira, et était un passage obligé pour prendre la route de Marrakech et d'Agadir[72]. De style chérifien, bab Marrakech est une porte arrondie reliée par des remparts en pierre et enduite d'un crépi de terre, comportant des créneaux carrés[L 8]. Borj Bab Marrakech se trouve à proximité[54].
- Bab Doukkala (porte de Doukkala) est située au nord-est de la médina, dans le mellah. De style chérifien, elle était un passage obligé pour prendre la route de Safi et atteindre le territoire des Doukkala[72].
- Bab el-Menzeh (porte d'El Menzeh) est l'une des portes de l'ancienne dar El Mekhzen et ses dépendances, dont il ne reste pratiquement plus rien[73]. Située dans la kasbah[74], elle se compose de trois baies identiques à celles de bab el-Mechouar, qui leur font face[73]. Elle est couverte d'un toit de tuiles vertes[74]. Elle fut édifiée en 1764[73].
- Bab el-Sebâa (porte du lion) est percée en 1866 sous les ordres de Mohammed ben Abderrahmane. Elle permet de desservir la nouvelle extension de la kasbah (kasbah jedida). Elle fait face à bab Magana[75].
- Bab Magana (porte de l'horloge), anciennement appelée porte du roi, est édifiée en 1764. C’est la seule porte conservée parmi les portes d’accès que connaît la kasbah. Elle se situe entre la kasbah kdima et la kasbah jedida[76].
- Bab al-Bahar (porte de la mer) est une porte construite au XVIIIe siècle sous le règne du sultan Mohammed ben Abdellah. Elle est l’unique porte donnant directement accès à la mer depuis la médina. Elle est aujourd'hui condamnée, et se situe dans le quartier des Beni Antar[77].
- Bab el-Mechouar (porte du Mechouar) est située dans la kasbah. Elle est constituée de trois baies identiques à celles de bab el-Menzeh, qui leur font face[73].

#### Borjs et édifices militaires

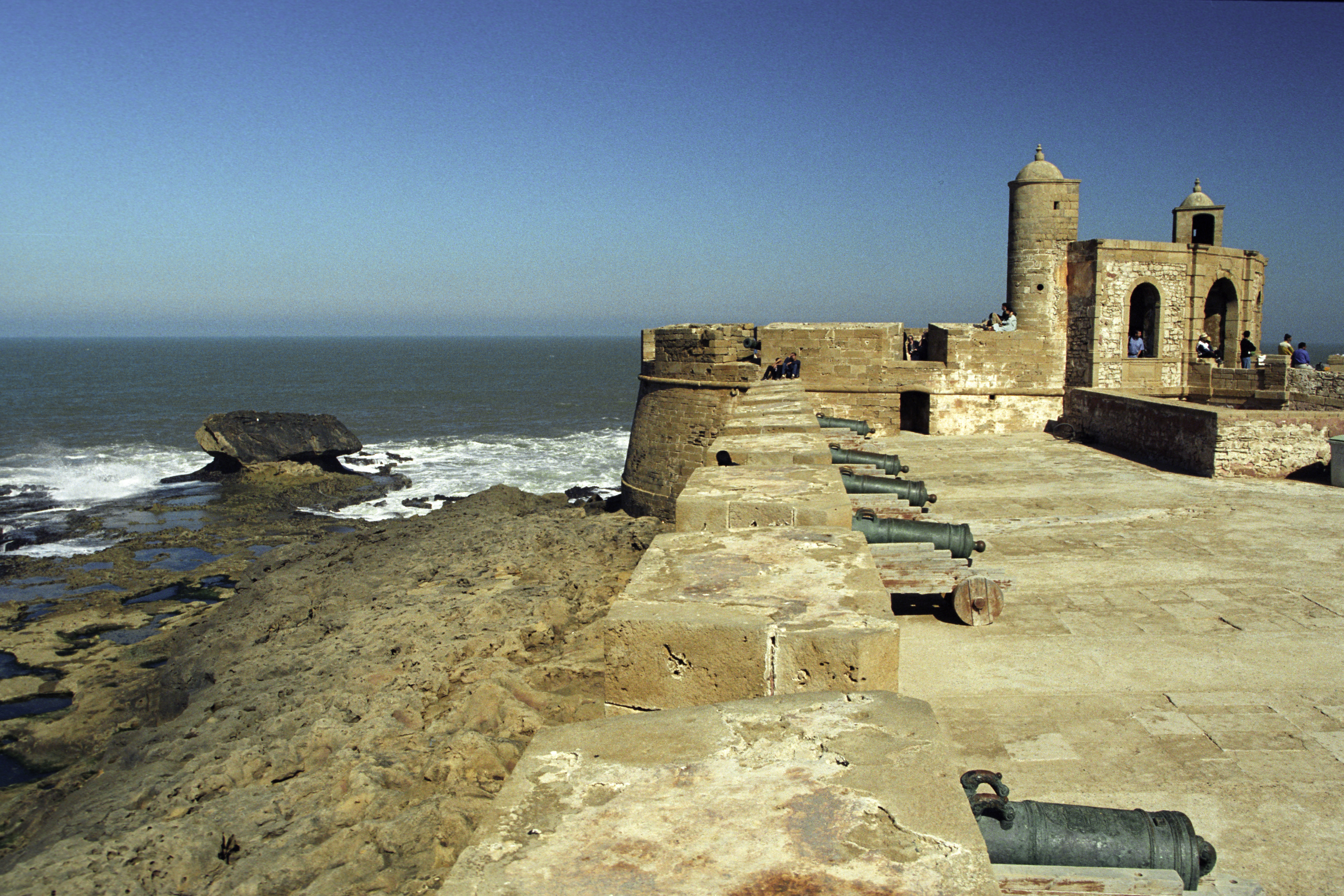
La sqala de la kasbah, dominée par le Borj nord (bastion nord).

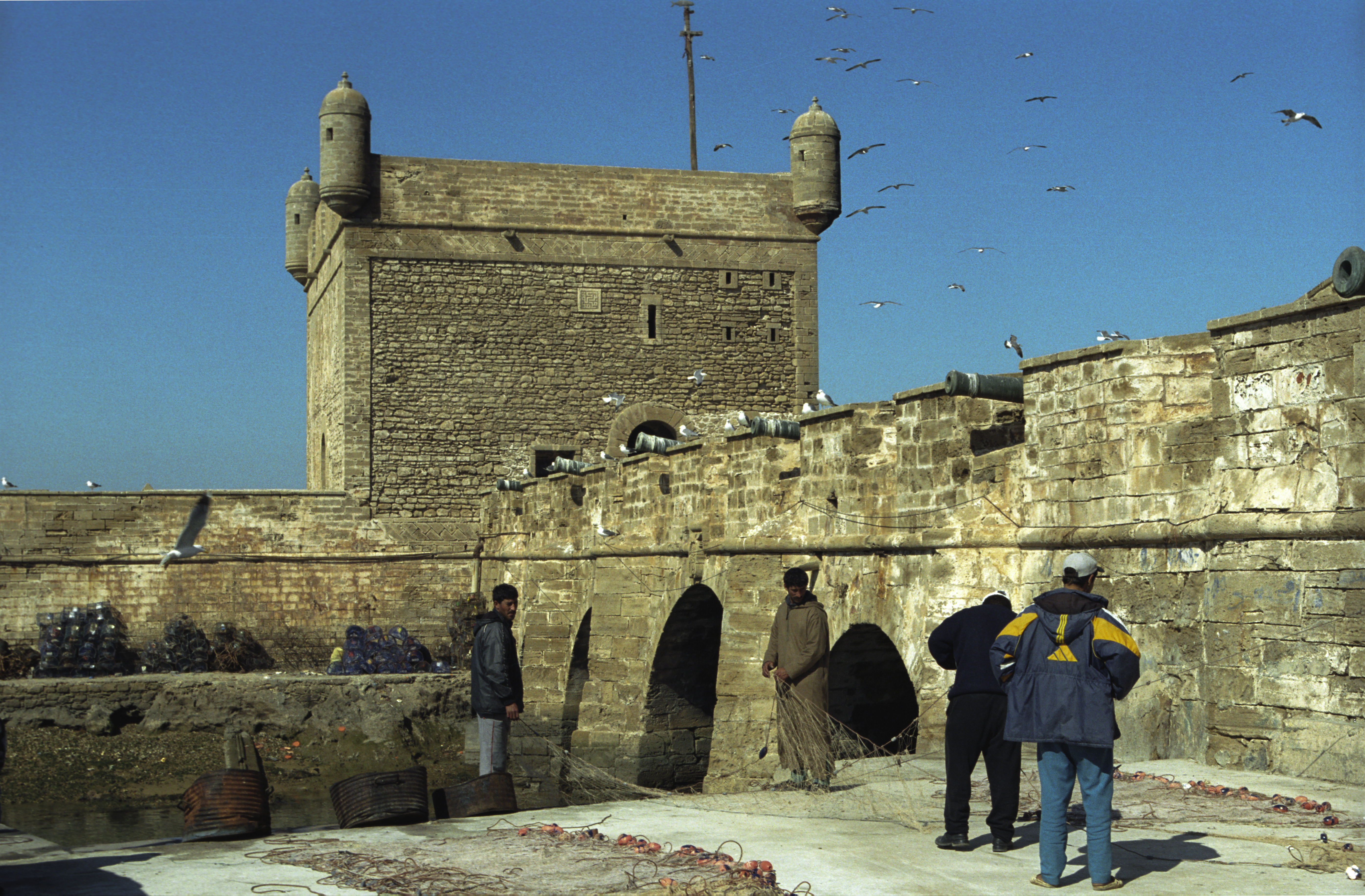
La sqala du port, dominée par Borj el-barmil (bastion circulaire).

La ville d'Essaouira compte un important nombre de borjs et édifices militaires. Certains de ces édifices disparaissent au cours du temps. La sqala de la kasbah et la sqala du port sont les deux principales fortifications de la ville. Elles s’étendent sur plusieurs centaines de mètres et sont armées de plusieurs dizaines de canons. Voici les principaux édifices de la ville :
- La sqala de la kasbah, aussi appelée sqala de la mer et sqala de la médina, construite sur deux niveaux à la création de la ville, au XVIIIe siècle, est la principale fortification, et fait face à l'océan Atlantique[78]. De style Vauban[L 34], elle est construite exclusivement en pierre de taille, s'étend sur plusieurs centaines de mètres, et compte plusieurs dizaines de canons espagnols[78]. La sqala est dominée par le borj nord[79].
- La sqala du port, construite en 1769, est située dans le port d'Essaouira[80]. De style manuélin[L 34], elle est constituée de deux ailes fortifiées de 200 mètres, reliées à Bab el-Marsa et dominées par le borj el-barmil. Sa fonction principale est la défense du port[80].
- Le borj nord (bastion nord), est situé au bout et domine la sqala de la kasbah. Il s'agit du plus imposant bastion de la ville[79].
- Borj el-barmil (bastion circulaire), également appelé bastion du port, est situé dans le port. Il domine la sqala du port. De style Vauban, il permet la défense de l'accès nord de la baie, avec le borj Moulay Ben Nasser qui se trouve de l'autre côté, sur l'îlot de Mogador. Il s'agit d'une tour d'angle carrée permettant de voir l'horizon de tous les côtés grâce à ses échauguettes aux 4 points cardinaux[L 7].
- Borj bab Marrakech (bastion de la porte de Marrakech), aussi appelé bastion sud[79], est édifié en 1864, sous le règne de Abderrahmane ben Hicham. Le bastion est l’édifice défensif le plus important côté terre. Il s'agit d'une grande tour circulaire pouvant abriter une dizaine de canons dominant ainsi la quasi-totalité des accès est de la médina. Le bastion sert de poudrière et d’entrepôt de munitions[81].
- Le borj ouest (bastion ouest), datant du XVIIIe siècle, se trouve à l'ouest de la médina. Il est restauré en 1998. Depuis 1999, il accueille les peintres d’Essaouira pour exposer leurs œuvres au public[79].
- Borj el-âssa (bastion de surveillance) est situé dans l'îlot de Mogador. Il permet la défense de l'accès nord de la baie avec borj el-baroude, qui lui fait face[L 7].
- Borj Moulay Mhamed (bastion Moulay Mhamed) se trouve à l'est de la médina. Il permet de défendre le côté est de la ville[54].
- Borj Moulay Ben Nasser (bastion Moulay Ben Nasser) est situé sur l'îlot de Mogador, il permet la défense de l'accès nord de la baie avec borj el-barmil, qui se trouve de l'autre côté, sur le rivage[L 7].
- Borj mellah (bastion du mellah), situé au nord-est de la médina, permet la défense de la côte nord-est de celle-ci. Il est toujours debout[54].
- Borj el-baroude (bastion de la poudre), construit lors du XVIIIe siècle, est aujourd'hui disparu. Isolé, il sert de magasin de poudre, d'où son nom[82]. Il permet, avec borj el-âssa, la défense de l'accès sud de la baie[L 7].
- Borj el-Oued (bastion du fleuve), fut construit durant le XVIIIe siècle, près du Ksob. Initialement construite à l'époque des Phéniciens et Carthaginois, la forteresse finit par tomber. Ce n'est qu'au XVIIIe siècle que le sultan Mohammed ben Abdellah décida d'y reconstruire un bastion. Le borj disparut à la suite d'une désastreuse inondation du Ksob le 13 janvier 1856[82].
- Le Castelo Real (château royal) est édifié en septembre 1506 par les Portugais, sous les ordres du roi Manuel Ier[L 1]. Évacué le 4 décembre 1510, il reste abandonné mais protégé par les Saadiens lors du XVIIe siècle. Dans le cadre de la fondation d'Essaouira, Mohammed ben Abdellah ordonne sa démolition effective en 1775[83]. Les pierres du Castelo Real serviront plus tard à la construction de la sqala du port[L 2].

### Édifices religieux

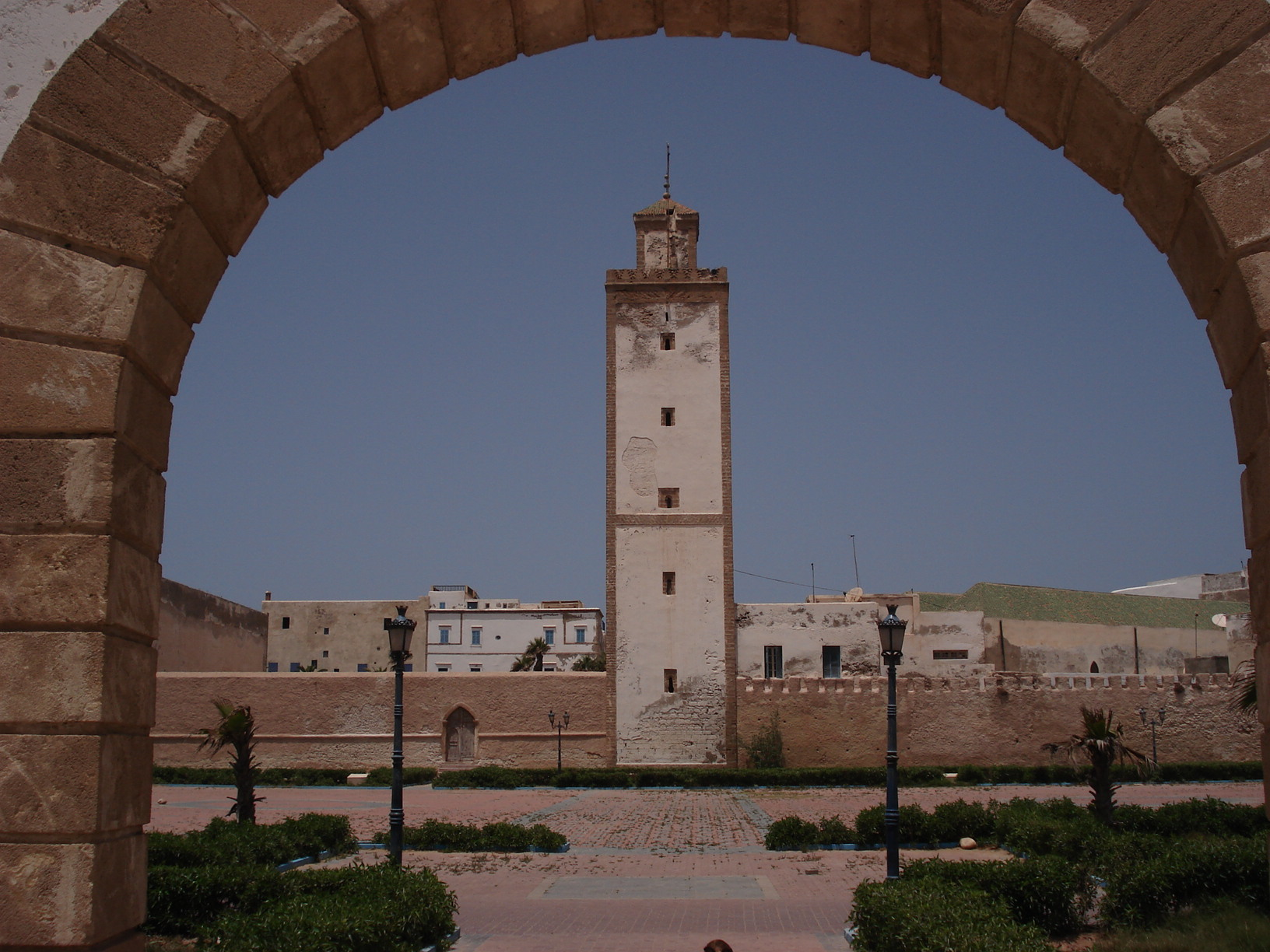
Mosquée Ben Youssef, médina d'Essaouira.

Les édifices religieux à Essaouira sont très nombreux. Par son multiculturalisme, la ville compte plusieurs mosquées, synagogues et églises. La médina compte à elle seule treize mosquées, qui sont les plus anciennes de la ville. Parmi elles :
- la mosquée de la kasbah, aussi appelé Sidi Mohammed ben Abdallah[84], est la plus ancienne des mosquées de la ville, élevée à l’époque même de sa fondation. Elle se situe dans la kasbah, d'où son nom. D'une superficie de 900 m2, son minaret est de forme carrée. Elle comptait en son sein une médersa, ainsi que des logements et chambres pour les étudiants[85] ;
- la mosquée Ben Youssef, qui fait la liaison entre le reste de la médina et la kasbah, est l’un des édifices les plus importants et les plus imposants de la ville. Elle se trouve dans la partie sud-est de la médina. D'une superficie de 2 000 m2[85], il s'agit de la plus grande mosquée de la ville. Son minaret mesure 66,34 m de hauteur pour une base de 6,8 m[86] ;
- l'église Notre-Dame-de-l'Assomption d'Essaouira est construite en 1936 par des prêtres espagnols dans une petite rue en parallèle de la plage. Elle reste la dernière église active de nos jours dans la ville, et se trouve en dehors de la médina. Il s'agit d'une église catholique[87] ;
- l'église portugaise est construite vers la fin du XVIIIe siècle par les négociants européens. Elle se trouve au pied de la porte sud de la sqala de la kasbah[85] ;
- la synagogue Simon Attias, construite à la fin du XIXe siècle par un marchand juif dont elle porte le nom, se trouve en plein cœur de la kasbah. La synagogue s'étend sur 500 m2[85] ;
- la synagogue Slat Lkahal, synagogue de la Communauté, construite en 1850 dans le mellah, était aussi un lieu d'enseignement ;
- la synagogue Haim Pinto, dans la maison où habitait le rabbin réputé thaumaturge Haïm Pinto au XIXe siècle ;

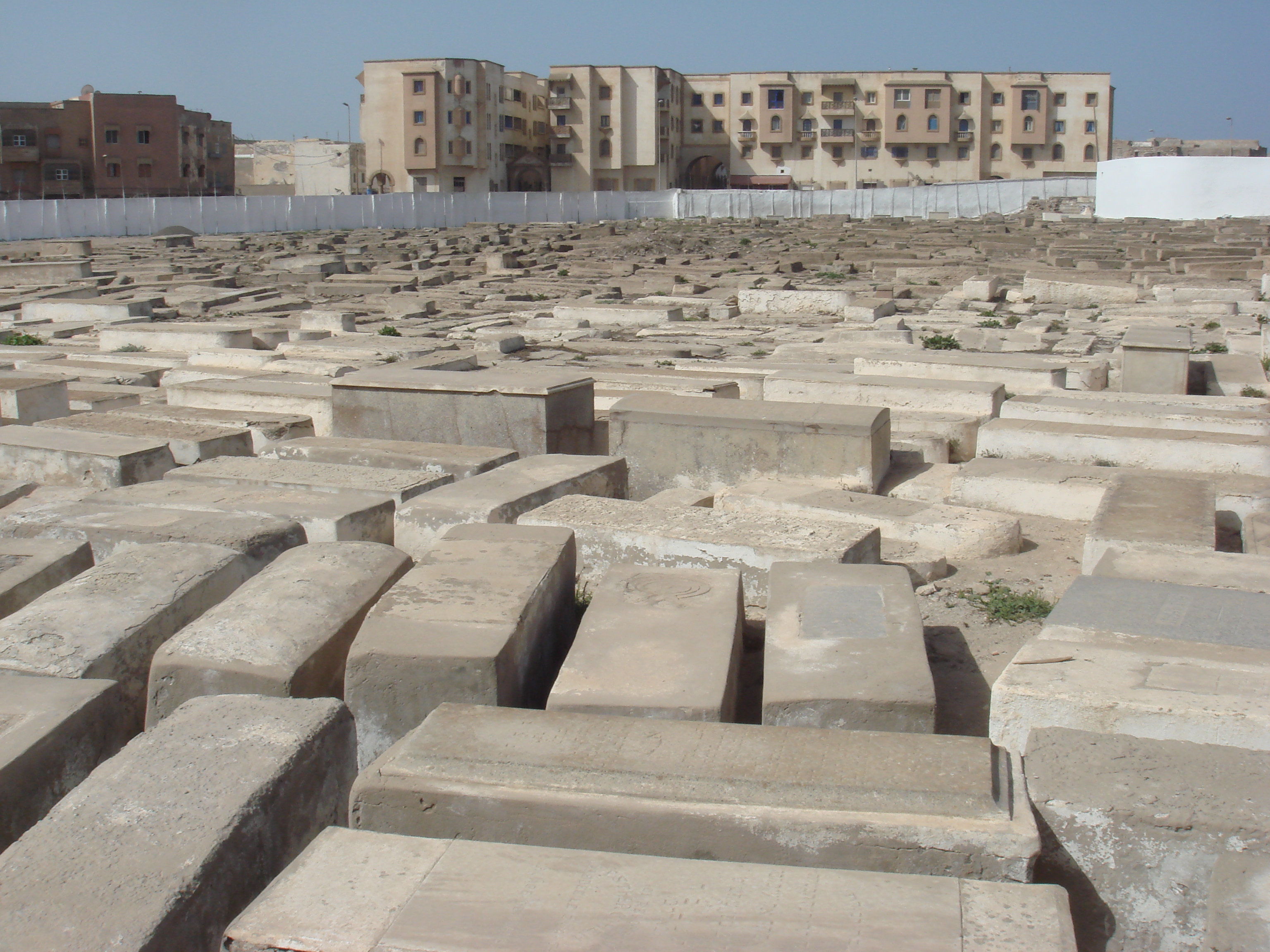
Cimetière juif, médina d'Essaouira.

La ville compte également d'autres types d'édifices religieux tels que des zaouïas et des cimetières. La médina compte à elle seule quinze zaouïas. Parmi elles :
- la zaouïa Hamadcha, fondée par Sidi Ali ben Hamdouch au XVIIIe siècle, est l'une des plus importantes zaouïas de la ville. Elle se trouve dans le quartier Chebânat de la médina. La zaouïa organise annuellement un moussem[54] ;
- la zaouïa Sidna Bilal, édifiée par la confrérie gnaoua, se trouve dans la médina, au sein du quartier des Beni Antar. La zaouïa organise chaque année le moussem de Sidna Bilal[54] ;
- la zaouia Aïssaoua est l'une des plus importantes zaouïas de la ville. Elle se trouve dans la partie est de la médina[54] ;
- le cimetière juif est fondé quelques années seulement après la fondation de la ville, au moins depuis 1769. La totalité de l'importante communauté juive que compte la ville dans son passé y est enterrée. Il est agrandi en 1874, sous le règne du souverain Hassan ben Mohammed[88].

### Établissements culturels
La ville d'Essaouira compte plusieurs établissements culturels :
- Le musée Sidi-Mohammed-ben-Abdellah est une ancienne maison seigneuriale datant du XIXe siècle. Il est choisi en 1980 pour mettre en avant le patrimoine historique de la province tout entière[89].
- Le centre culturel Dar Souiri, situé dans la médina, est un espace consacré à la culture vivante artistique, musicale et littéraire et possède également une bibliothèque[90].
- L'Institut français d'Essaouira dispose d'une grande médiathèque de langue française. Riche de plus de 6 000 références, elle se situe dans la médina[91].
- Bayt Dakira, la Maison de la mémoire d'Essaouira, consacrée à la longue « coexistence sereine » des communautés juives et musulmanes d'Essaouira, située dans la médina, est inaugurée le 15 janvier 2020 par le roi Mohammed VI, en présence de la directrice générale de l'Unesco Audrey Azoulay et de son père, André Azoulay, conseiller du roi[92].

## Sport

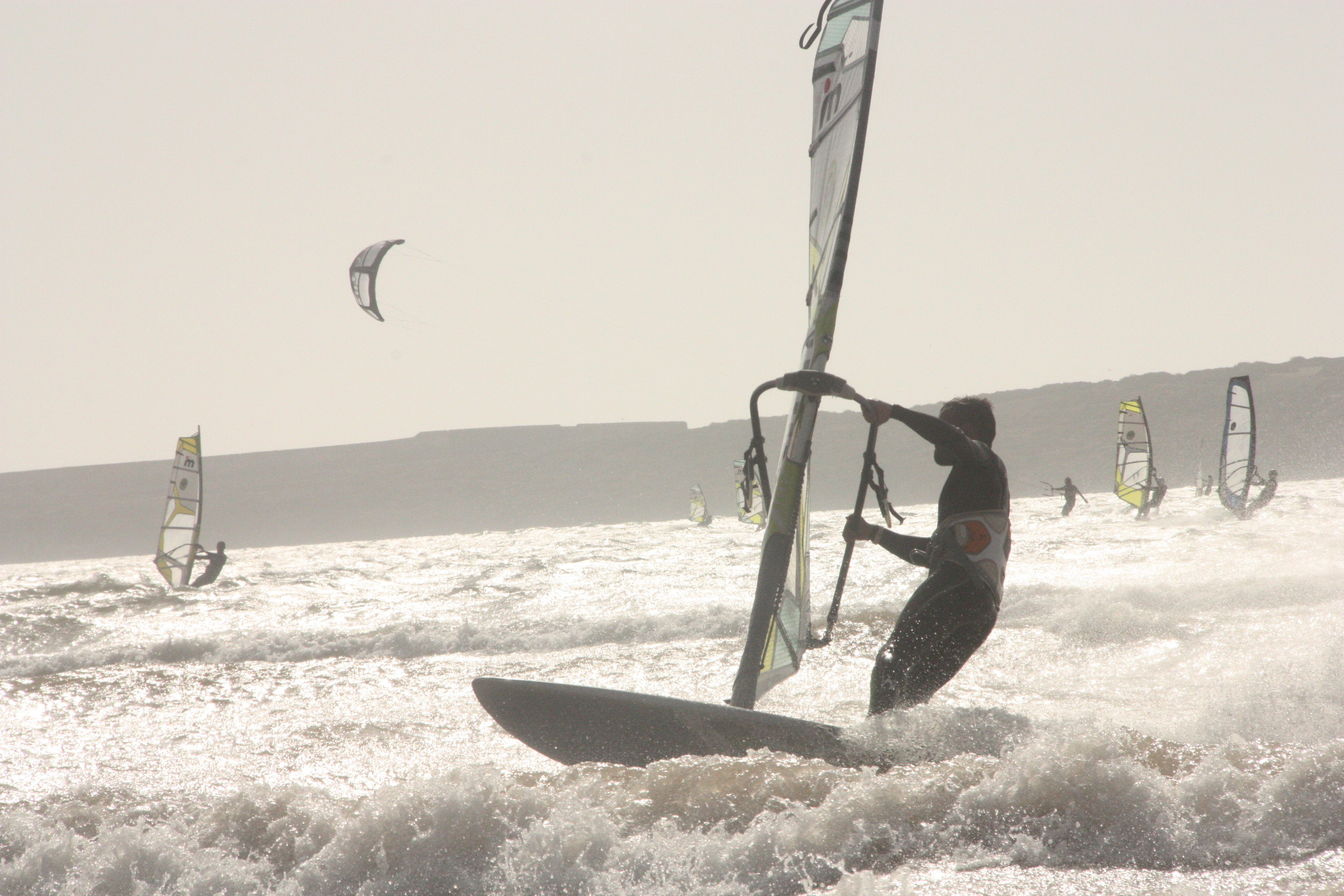
Windsurfers à Essaouira.

Essaouira est dotée d'un club de basket-ball réputé, l'Al-Amal Sportive d'Essaouira. Ce club, fondé en 1920, se trouve en première division nationale. Pour ce qui est du football, sport le plus populaire du pays, Essaouira ne possède pas de clubs en première et deuxième divisions. L'ASS Essaouira et le FC Mogador Essaouira sont les principaux clubs de la ville.
La particularité climatique d'Essaouira est le vent, fort l'été, adapté à la pratique du windsurf et du kitesurf, et sa position géographique au centre du triangle d'or du surf marocain est un point fort pour ces pratiques.

## Éducation
La ville d'Essaouira comporte de nombreux établissements scolaires. Parmi eux, les établissements privés sont très nombreux. On peut citer la seule école de langue française que connait la ville, du nom de Groupe scolaire Éric Tabarly. Essaouira compte également des lycées publics tels que les lycées Sidi Mohammed ben Abdellah, Mohammed V et le lycée privé Les Arganiers qui se situe à la rentrée de la ville.
La ville compte surtout un établissement d'enseignement supérieur technologique public, l'École Supérieure de Technologie d'Essaouira, qui fait partie du réseau des écoles supérieures de technologie et relève de l'Université Cadi Ayyad. Elle a été créée en 2005.

## Personnalités liées à Essaouira

### Personnalités littéraires, culturelles et artistiques

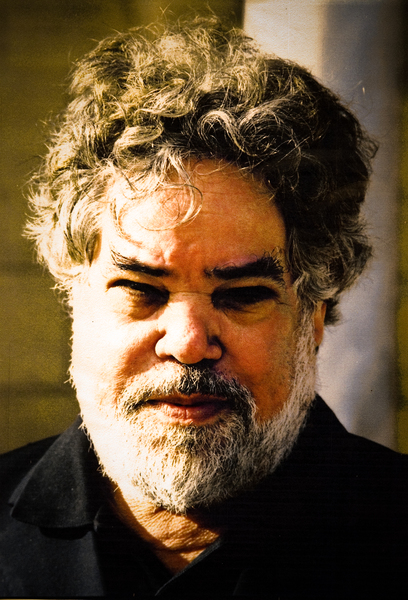
Tayeb Saddiki, écrivain et dramaturge souiri.

- Edmond Amran El Maleh (1917-2010), écrivain marocain.
- Haïm Zafrani (1922-2004), historien franco-marocain.
- Albert Almoznino (1923-2020), ombromane israélien.
- Tayeb Saddiki (1939-2016), artiste, dramaturge et écrivain.
- Hamza Ben Driss Ottmani (1940-2012), économiste et écrivain.
- David Bensoussan (1947), écrivain et journaliste maroco-canadien.
- Abderhmane Kirouche dit Paco (1948-2012), musicien.
- Mahmoud Guinia (1951-2015), musicien gnaoui.
- Abderrahim Souiri (1957), chanteur.
- Sadya Bairou (1963-2010), artiste-peintre.

### Personnalités sportives
- Abdelkhalek Louzani (1945), entraîneur.
- Soufiane Hamaini (1983), kitesurfeur.
- Jaouad Darib (1997), joueur marocain naturalisé néerlandais de basket-ball.

### Personnalités politiques
- Léon Vuillemain (1915-1974), militant français.
- Mohamed Ferhat (1921-2011), journaliste et militant.
- Miloud Chaâbi (1929-2016), homme d'affaires et homme politique.
- Mohamed El Habib Fassi-Fihri (1932-2008), diplomate et ambassadeur.
- Jacques Amir (1933-2011), homme politique israélien.
- André Azoulay (1941), ancien journaliste, économiste et homme politique marocain
- Meir Cohen (1947), homme politique israélien.

## Jumelages et partenariats
La ville d'Essaouira est jumelée avec plusieurs villes :
- La Rochelle (France) depuis 1999[102] ;
- Etterbeek (Belgique) depuis 2003[103] ;
- Île de Gorée (Sénégal) depuis 2005[104] ;
- Saint-Malo (France)[105].

## Dans l'art et la culture
- Louis Bertignac chante en 1993, dans son album Elle et Louis, la chanson La fille d’Essaouira.